# Catalanitat de Cristòfor Colom
La tesi de la catalanitat de Cristòfor Colom ha estat defensada per diversos historiadors al llarg dels anys; i està enfrontada a la majoritàriament acceptada tesi genovesa. S'ha afirmat que podria haver nascut a Gènova o a Sardenya, però de família originària catalana, o bé a l'Empordà, Girona, Tarroja de Segarra, Sant Boi de Llobregat, Barcelona, Tortosa, Lleida, Eivissa o Felanitx.
Algunes de les afirmacions són acusades de meres conjectures, o de ser proves circumstancials sense documentació que les suporti, encara que en conjunt l'argumentació sobre la tesi de la seva catalanitat presenta algunes respostes als misteris que envolten Colom i, presumptament, resolen algunes llacunes i formen una alternativa a la tesi genovesa.

## Arguments de les tesis

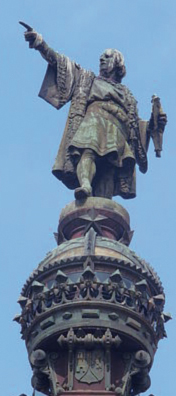
Monument a Colom a Barcelona

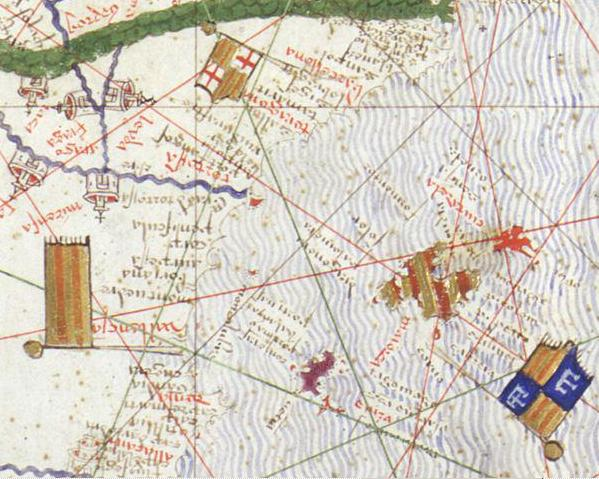
Detall del mapa de Cresques Abraham de 1375

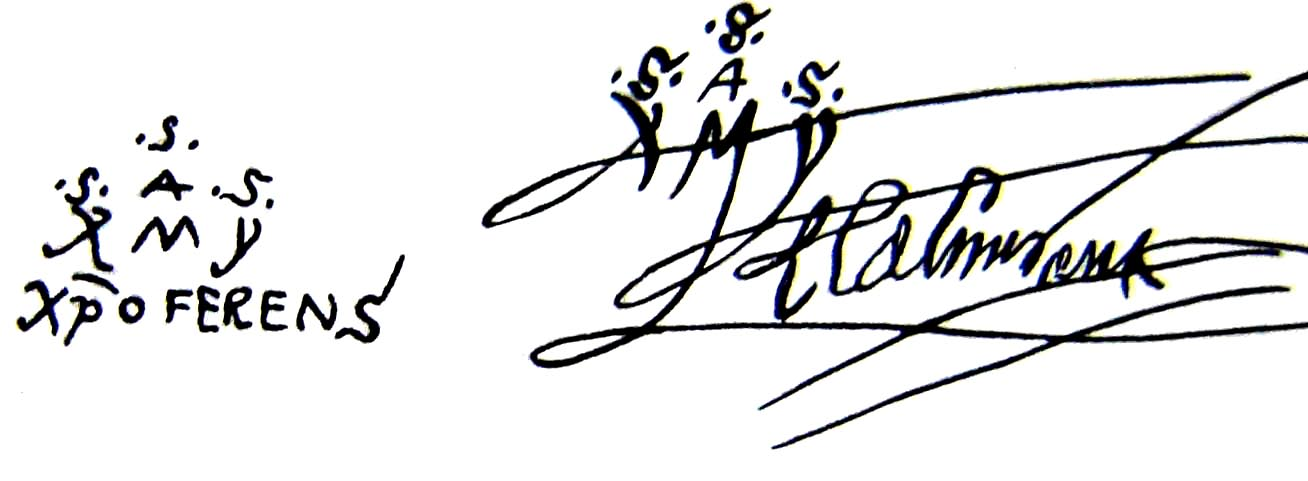
A l'esquerra, la signatura de Colom com a XpoFERENS (1504); a la dreta la seva signatura com a Al Almirant (1498), en ambdós casos amb l'anagrama.

Encara que diferents investigadors arriben a diferents conclusions sobre l'origen exacte i la identificació de Colom, hi ha una sèrie d'arguments comuns en la tesi sobre la seva catalanitat.

### Context històric i marítim alseglexv

#### Context polític de les nacions ibèriques alseglexv
Els regnes ibèrics, a la segona meitat del segle xv, van viure immersos permanentment en guerres i conflictes armats de diferents intensitats.
Ja al principi de segle, la corona catalana va veure morir l'últim comte rei de la dinastia de Barcelona sense descendència. Les Corts Generals dels tres regnes de la confederació, reunits a Casp, van escollir Ferran d'Antequera, de la casa regnant a Castella, com a nou rei (24-06-1412). El lloctinent de Catalunya, Jaume II d'Urgell, no va acceptar la decisió, es rebel·là militarment i acabà morint empresonat al castell de Xàtiva. La seva muller, la infanta Isabel d'Aragó i de Fortià i les seves dues filles van fugir a Portugal. Una de les seves filles, Isabel o Elisabet d'Urgell i d'Aragó, es va casar amb Pere de Portugal o de Coïmbra; ambdós van ser pares del futur rei Pere el Conestable de Portugal.

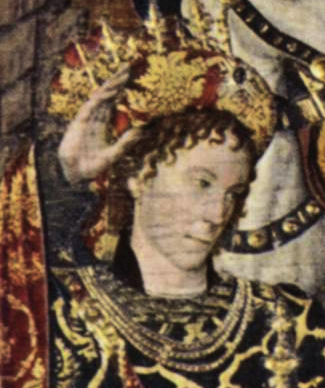
Retrat del rei Pere IV de Catalunya

A Portugal es declara una guerra civil (1448-1449) entre el nou rei Alfons V, i el seu oncle, l'exregent de Portugal Pere de Coïmbra, que acaba amb la mort d'aquest en la batalla d'Alfarrobeira.
El 1460 esclata la primera Guerra Civil catalana, entre el rei Joan el Sense Fe i la Generalitat, que defensà els drets de Carles de Viana. El rei capitula el febrer de 1461 amb la concòrdia de Vilafranca, acceptant nomenar successor Carles, que morí el 23 de setembre d'aquell mateix any d'una pleuresia. El 1462 esclatà la revolta dels remences contra la Generalitat, i Joan II es posiciona a favor dels remences, i hipoteca el Rosselló i la Cerdanya a canvi del suport militar francès. La Generalitat aleshores ofereix la corona al rei Enric de Castella, el qual no l'accepta després d'aconseguir de Joan II la seva renúncia als drets al tron de Castella. Aleshores la Generalitat nomenà rei Pere el Conestable (1464-1466), que va fer presoner Roderic de Bobadilla en la Batalla de Gelida, però mor a Granollers l'any 1466.

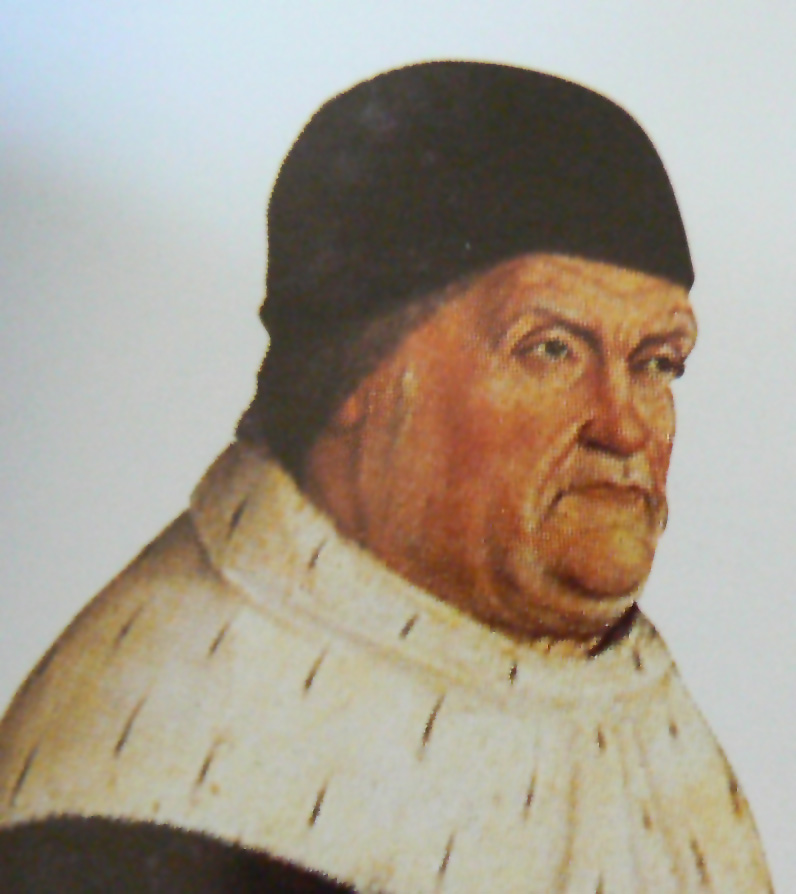
Retrat del Rei Rainer d'Anjou de Catalunya i Provença

- La Generalitat oferí el tron a Reiner de Provença (1466-1472). Un cop mort Reiner, la Generalitat capitulà (16-10-1472), sis dies després de morir el seu president Francesc Colom i Bertran. Malgrat això, els marins de la família Colom continuaren la guerra per mar contra les naus joanistes fins a 1474.
- El 1465, una part de la noblesa castellana nomenà rei l'infant Alfons i mantingueren una guerra civil contra el rei Enric IV fins que morí l'infant el 1468 i, aleshores, nomenaren reina Isabel de Castella. Aquesta aconseguí del seu germà que la nomenés hereva a canvi d'acabar amb les hostilitats. Tanmateix, Enric, el 1470, canvià el seu testament a favor de la seva filla Joana.
- En morir el rei el 1474, esclatà una altra guerra civil entre els partidaris d'Isabel, recolzada pel seu marit Ferran d'Aragó, i Joana, recolzada pel rei de Portugal, Alfons V. Aquesta guerra acabà amb el triomf militar de Ferran sobre Alfons, el 24 de setembre de 1479.

- El 1479 morí Joan II d'Aragó.

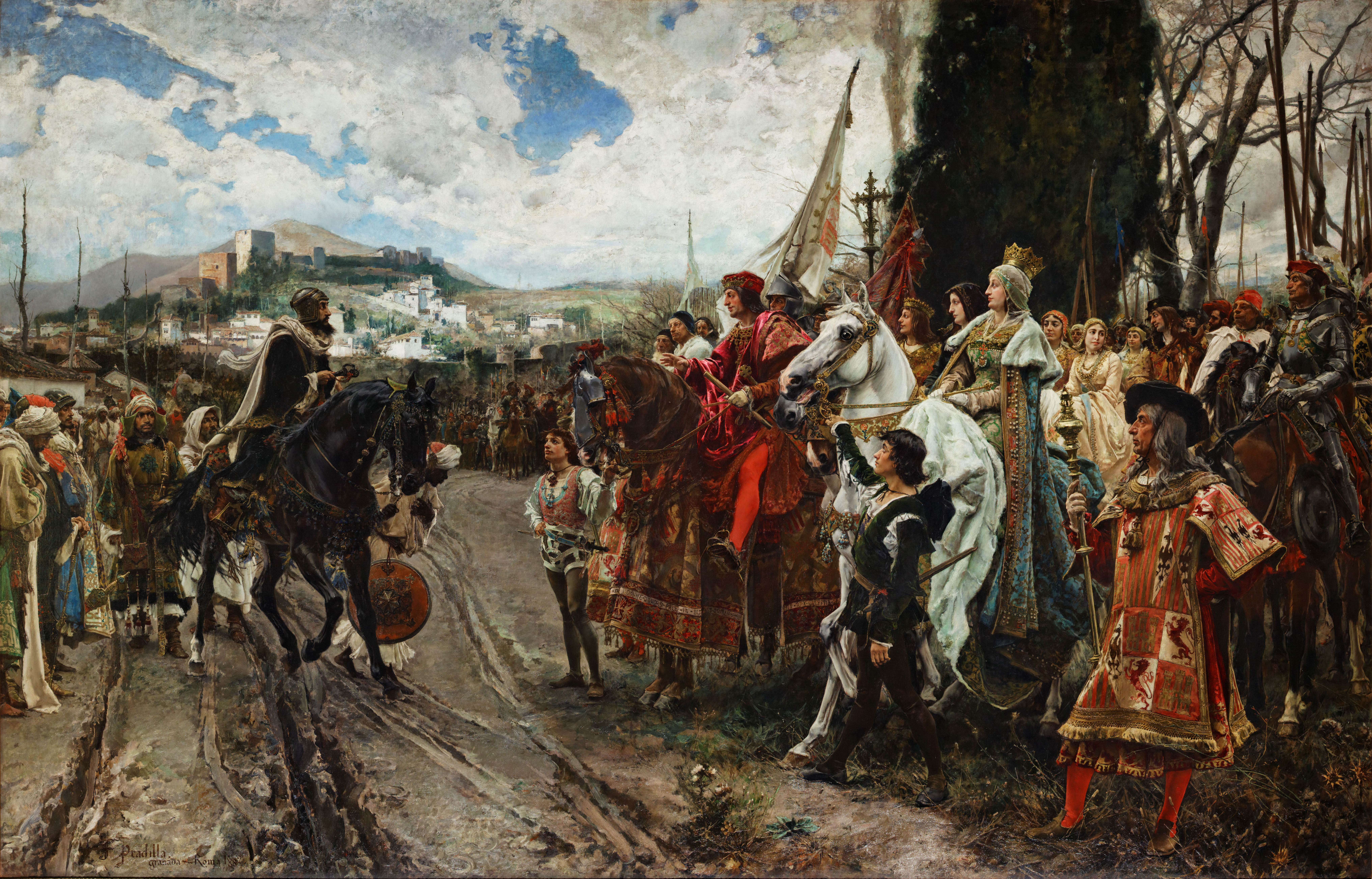
Rendició de Granada a Ferran el Catòlic

- De 1482 a 1486 esclatà una nova revolta remença a Catalunya, que Ferran II donarà per acabada amb la sentència arbitral de Guadalupe.
- També el 1482 els ja reis de Catalunya-Aragó i Castella i Lleó emprenen la conquesta conjunta del Regne de Granada, que acabà el gener de 1492 amb la rendició de Boabdil.
- Per completar aquest període, els reis catòlics decreten el 1492 l'expulsió dels jueus dels seus regnes a partir del 3 d'agost de 1492, amb la prohibició d'emportar-se or, plata o moneda de curs legal. La data màxima d'expulsió coincideix amb la data en què Colom salpà cap a Amèrica.

#### Navegacions atlàntiques d'abans de 1492

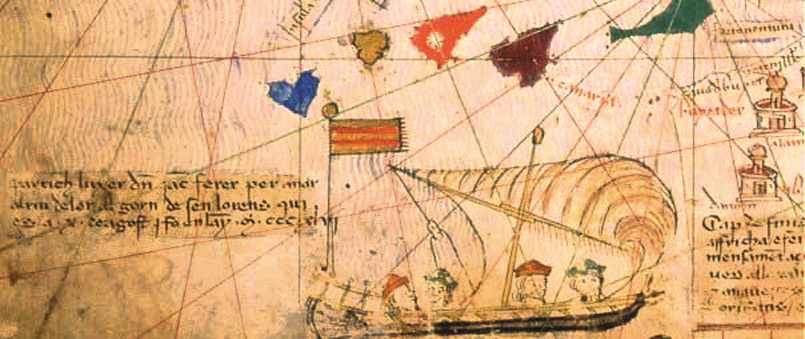
Mapa de Cresques de 1375, detall: Jaume Ferrer

- La concòrdia de Monteagudo entre Castella i Lleó i Catalunya-Aragó repartia la costa nord d'Àfrica, de Gibraltar a l'est per als catalans i cap a l'oest per als castellans. Malgrat això, l'any 1331 ja existia una comunitat de franciscans catalans a Telde, i el 1351 un bisbat, creat pel papa d'Avinyó Climent VI.
- Al mapa de Cresques de 1375 poden llegir-se els noms de totes les Illes Canàries, i també el mapa de Cresques parla d'una expedició de Joan Jacme Ferrer per la costa oest d'Àfrica, que partí cap al riu d'Or el 10 d'agost de 1346.[7][8]
- El 1415 els portuguesos conquereixen Ceuta.
- El 1420, Jacomé de Mallorca, personatge no identificat,[9] és cridat per Enric el Navegant de Portugal, per dirigir l'escola nàutica de Sagres.
- A partir d'aquí els portuguesos emprenen la conquesta del Marroc, Kasr al-Kabir (1458), Tànger i Arcila (1471), Azemmur i Mazagan (1502), i Safi (1508). La butlla de Calixt III de 1456 atorgà a l'orde de Crist la jurisdicció espiritual de les illes, ports, terres i llocs, des del cap de Bojador fins a Guinea. A partir d'aquí, els portuguesos es dediquen al mercat d'esclaus de Guinea, usant com a base el fort de Sao Jorge da Mina.

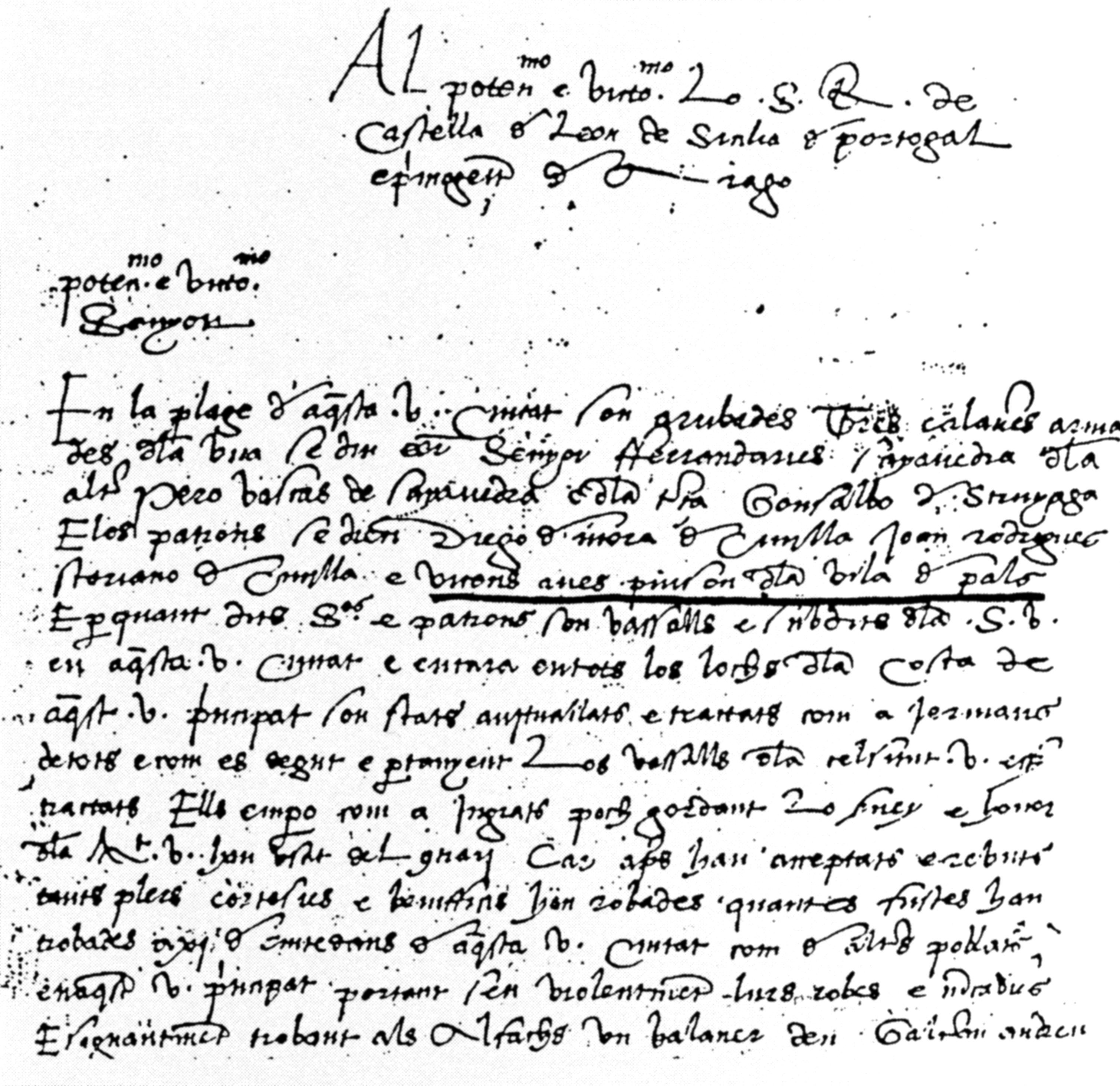
Carta dels Consellers de Barcelona a Ferran II informant que un corsari anomenat Vicens Anes Pinçon de la Vila de Pals ha atacat Barcelona 1479.

- Els mariners de Palos de la Frontera començaren treballant per als portuguesos, i afegint-se al nou negoci amb autorització del rei de Portugal, o fent el corsari contra les naus portugueses, segons com estiguessin les relacions polítiques entre Portugal i Castella. Tot això va fer que es desenvolupés a la vila una indústria marítima. Existeixen dues constàncies documentals que els Pinzón feren accions corsàries a la Mediterrània. La primera n'és la famosa carta de 1479 dels consellers de Barcelona a Ferran en què l'informen d'un atac corsari al port de Barcelona per part d'un tal Vicens Anes Pinçon, de la vila de Pals. L'altre és un atac a un balener eivissenc pel qual els Pinzón van anar a judici.

- El tractat d'Alcaçovas de 1479 reparteix els territoris de l'Atlàntic entre Portugal i Castella. Els portuguesos mantenen el control sobre Guinea, la Mina d'Or, Madeira, les Illes Açores, Flores i Cap Verd. A Castella, se li reconeix la sobirania sobre les illes de Canàries. I també atorga a Portugal l'exclusivitat de la conquesta del Regne de Fes.

- El gener de 1488, Bartomeu Dias arriba al cap de Bona Esperança (acompanyat segons alguns historiadors per Bartomeu Colom).

### Formació de Cristòfor Colom
L'enumeració de les seves competències humanístiques i científiques demostren que Cristòfor Colom no podia ser la mateixa persona que el llaner de Gènova Cristoforo Colombo.

#### Coneixements humanístics
- Cristòfor Colom demostra tenir coneixements de diverses llengües: castellà, portuguès, i català,[10] però no del genovès ni de cap dialecte italià del segle xv, ja que fins i tot quan escriu al Banc de Sant Jordi de Gènova ho fa en castellà,[11] i quan posa notes marginals a llibres italians ho fa, segons Madariaga, en un argot indescriptiblement còmic.
- Dominava també el llatí i l'hebreu.[12]
- Era un expert estudiós dels textos sagrats, segons es desprèn de la redacció del seu Llibre de les profecies.[13]
- Als seus escrits hi ha indicis que havia llegit Ramon Llull, Eiximenis i Arnau de Vilanova.[14]
- A la seva biblioteca hi havia, entre molts d'altres, un Imago Mundi, un Millione de Marco Polo, un Compendium Constitutionem Cataloniae del 1485, un Llibre del Consolat de mar, i el Llibre de les dones de Francesc Eiximenis.

#### Coneixements científics

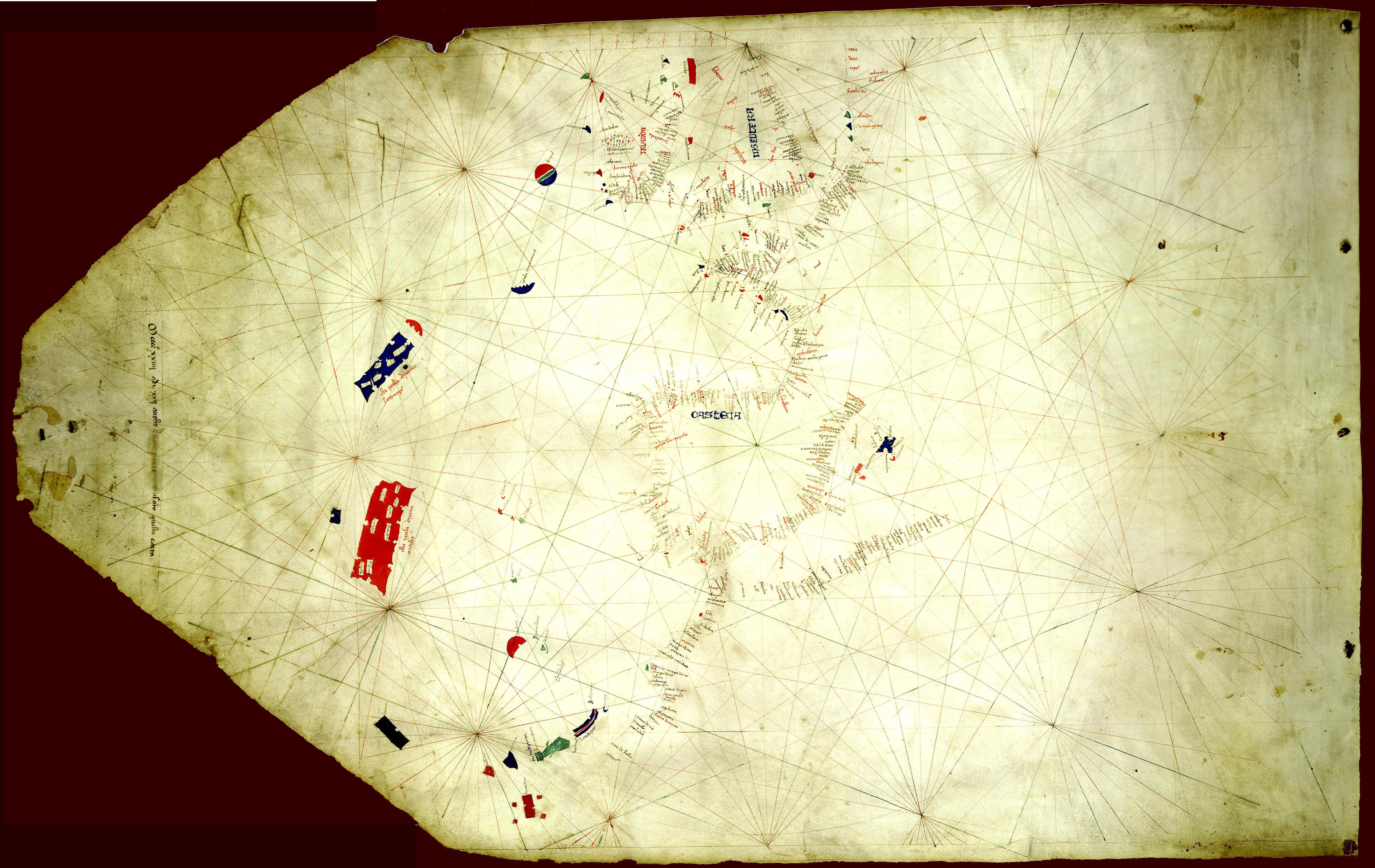
Mapa de Zuane Pizigano de 1424

Cristòfor Colom va observar la declinació magnètica amb la longitud, o sia, que la desviació de l'agulla de la brúixola augmenta cap a l'est (i la va anomenar nord-estar) o cap a l'oest (i la va anomenar noruestar). Una prova dels coneixements científics que tenia és que obtenia la longitud d'un lloc tenint en compte la desviació de l'agulla. Llegint el diari de bord, es pot concloure que Colom tenia cartes nàutiques, la procedència de les quals no coneixem, en què hi havia dibuixades unes terres més enllà d'unes illes. En les cartes, la distància al nou món era la real: 2.800 milles.

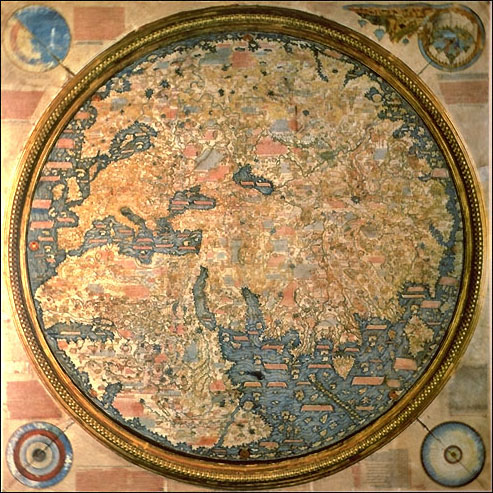
Mapa de fra Mauro de 1459

En una carta al rei del 1501, escriu: "De molt curta edat vaig entrar a la mar navegant i ho he continuat fent fins avui. El mateix art inclina a qui el segueix a desitjar saber els secrets d'aquest món. Tot el que fins avui es navega jo ho he caminat. Tracte i conversa he tingut amb gent sàvia, eclesiàstics i seglars, llatins i grecs, jueus i moros, i amb molts d'altres. En la marineria em va fer Nostre Senyor abundós; d'astrologia em donà el que abastava, i així de geometria i aritmètica, i enginy a l'ànima i les mans per a dibuixar esfera, i, en ella, ciutats, rius i muntanyes, illes i ports, tot al seu propi lloc". Adjuntà a aquesta carta una certa figura rodona o esfera, segons diu Bartolomé de las Casas.
En el primer viatge de Colom, aquest seguí la ruta del paral·lel 28. Les modernes Pilots Charts ens ensenyen que el paral·lel 28 és el dels vents alisis, és a dir, el dels millors vents cap a ponent entre gener i setembre; encara en l'actualitat els velers segueixen aquesta ruta. En canvi, en el viatge de tornada del 16 de gener de 1493, malgrat l'opinió dels altres capitans, va fixar rumb N 1/4 NE en comptes de, simplement, navegar cap a l'est, i canvià el rumb en arribar al paral·lel 38°N, en una longitud 50ºO. Aquesta manera de procedir també està indicada en les modernes Pilot Charts: per tornar d'Amèrica entre gener i setembre s'ha de navegar entre els paral·lels 36° i 39°.

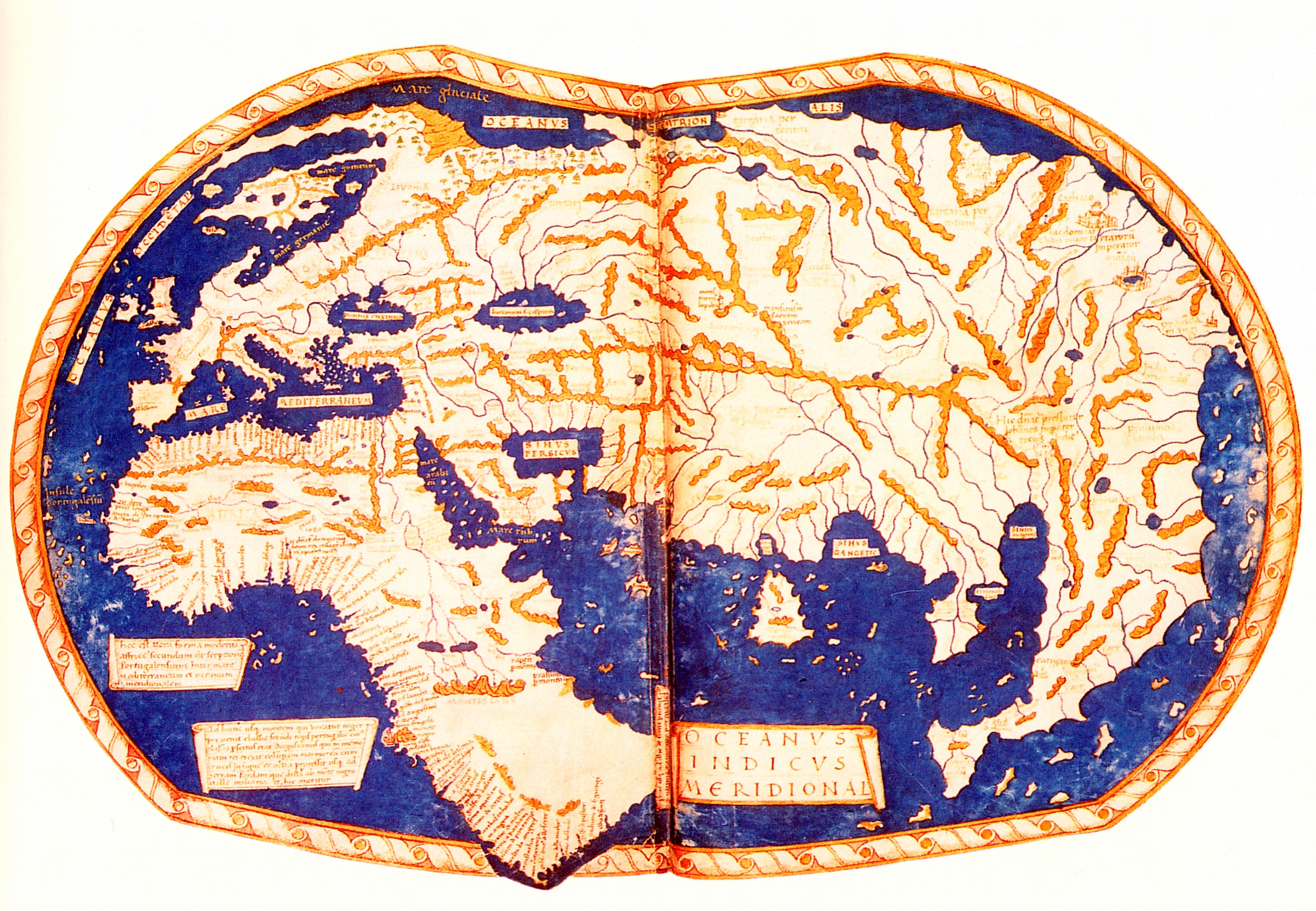
Mapa d'Herricus Martellus, de 1490, on es poden apreciar les costes de Sud-amèrica com si fossin de l'est de l'Àsia

En la relació del tercer viatge de Colom (1498) Colom escriu (resum): "Jo sempre vaig llegir que el món, terra i aigua, era esfèric... i m'he adonat que és rodó de la forma que escriuen, però en forma de pera, i el mugró d'aquesta forma està sobre la línia equinoccial...". El satèl·lit americà Vanguard I confirmà aquesta observació, i el CSIC en un informe diu que: "...l'harmònic del tercer ordre és el responsable d'aquesta forma de pera de la Terra". Colom se'ls avançà 470 anys. En la mateixa relació del tercer viatge, diu: "a les Açores... les naus van alçant-se cap al cel com si pugessin". L'Observatori Astrofísic Smithsonian de Massachusetts, a partir de 40.000 observacions de tres satèl·lits, van arribar a la conclusió que "al mar dels Sargassos hi ha una depressió de -30 metres, en el Carib de -50 metres, i prop d'Anglaterra una corba de nivell de +50 metres.
El repartiment de les Índies fet pel papa amb la butlla Inter Caetera seguí el consell que donà Colom als reis, com ho confirma la mateixa reina Isabel en una carta a Colom, en què li diu: "... la ratlla que vós vàreu dir que havia de venir en la butlla del papa...".

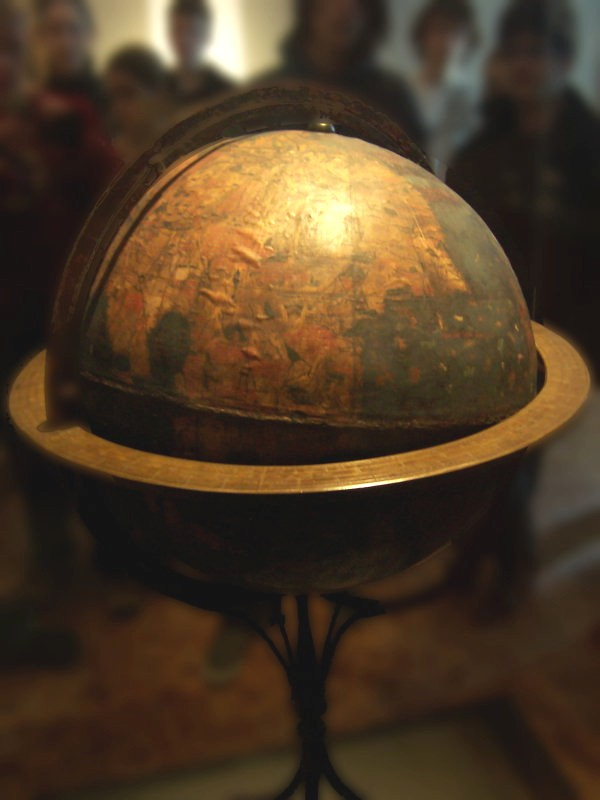
Globus terraqüi de Martin BenHaim, de 1492

Jaume Ferrer de Blanes, el millor cartògraf del seu temps i un dels negociadors del tractat de Tordesillas, en una carta escrita l'agost de 1494 al rei Ferran diu: "...i si en aquesta determinació meva, algú sembla veure alguna errada, sempre em referiré a la correcció dels que saben i comprenen més que jo, especialment l'almirall de les Índies, el qual, tempore existent, en aquesta matèria més que ningú més sap; perquè és gran teòric i admirablement pràctic, com les seves memorables obres manifesten».
De la seva coneixença i domini de les tècniques marítimes, en donen fe els dos cops que els reis el consultaren sobre trajectes: el primer, sobre el trajecte a fer per la infanta Joana per casar-se amb Felip a Flandes, segons una carta del 18 d'agost de 1496 amb què la reina Isabel li agraeix els seus consells. I el segon, en una altra carta, de 6 de febrer de 1502, en què Colom aconsella la reina sobre el viatge de la princesa Margarida d'Àustria per a casar-se amb el príncep Joan. També en dona fe el fet que va aconsellar el governador Ovando a no emprendre un viatge cap a la península perquè preveia un gran huracà. Ovando en va fer cas omís i la seva flota es va perdre.

### Un projecte de la corona catalanoaragonesa
Les capitulacions estan signades per Joan de Coloma, secretari de Ferran el Catòlic i protonotari de la corona d'Aragó, malgrat que la concòrdia de Segòvia especificava que els funcionaris d'un regne no podien actuar en l'altre. Està redactat a l'estil de la Reial Cancelleria de la corona d'Aragó, amb divisions per capítols tancat amb la sentència plau a ses alteses, tal com es feia en els capítols de cort de les Corts Catalanes, i sense precedents en les capitulacions castellanes. La còpia cancelleresca de les capitulacions es registra i s'arxiva a l'Arxiu Reial de Barcelona. Junt amb l'original de les capitulacions, es va donar a Colom un passaport i una carta de recomanació a un príncep sense posar el nom, que es registren també a l'Arxiu Reial de la corona d'Aragó En canvi, els documents de després del segon viatge es registren al de Simancas.
- Els càrrecs de governador general i virrei són típics de la corona catalanoaragonesa. A la corona castellana, aleshores era inexistent el primer -amb el denominador de general- i poc conegut i no institucionalitzat el segon.[34] El càrrec d'almirall, en canvi, era hereditari a Castella i no a la corona catalanoaragonesa, i si Colom demana que aquest càrrec sigui «a l'ús de l'almirall de Castella» ho fa per demanar que sigui hereditari específicament.

Segons Leopoldo de la Rosa, el nom de governador "sembla que no era gaire corrent a finals del segle xv en la terminologia de l'administració pública castellana". Alfonso García Gallo és més rotund i, en analitzar els càrrecs de governador que els reis Catòlics van atorgar a Cristòfor Colom, assegura que "aquests dos càrrecs [eren] desconeguts a Castella i existents, en canvi, a la corona d'Aragó"

#### Sant Jeroni de la Murtra

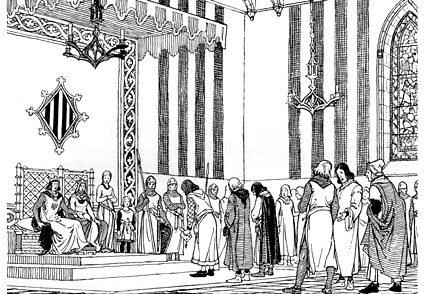
Rebuda dels reis catòlics a Colom a Sant Jeroni de la Murtra

Cal considerar la relació especial del monestir amb la descoberta d'Amèrica, atès que els Reis catòlics varen rebre en aquest lloc a Colom, a la tornada del primer viatge, dins un cert secretisme per evitar possible espies portuguesos, i també que el descobridor se'n dugué fra Ramon Pané al seu segon viatge.
Posteriorment, al Tractat d'Armoria, de Jaume Ramon Vila, a la Digressió històrica que acompanya l'escut de Las armas de las Indias Orientals i Occidentals, pàg. 266-267 del quart volum, descriu el viatge de Colom. Durant molts anys, nombrosos historiadors han emprat una versió parcial d'aquesta digressió, ometent la part en que en J.R. Vila descriu l'empresa com quelcom menat per la Corona d'Aragó.
Altrament, hi ha historiadors que veuen la petjada de Ramon Llull en el viatge de Colom, atès que a Sant Jeroni de la Murta tenien una gran fons Llullià, i han cercat la possible relació entre la familia de l'almirall i aquest monestir. En Llull plantejava l'esfericitat de la Terra, i que les marees podien ser causa d'altres terres enllà de l'oceà.

### Participació de catalanoparlants
- Qui finançà l'operació és el jueu convers valencià Lluís de Santàngel i Bessant (fill d'Azaries Ginillo), escrivà de ració de l'època, equivalent a l'actual conseller d'hisenda, amb 16.000 ducats catalans[41][42] (x 374 = sis milions de morabatins castellans),[43][44] prestats a compte de les rendes de la corona d'Aragó.[45] Possiblement tant l'escrivà de ració com el secretari d'Aragó pensaren que treballaven per als regnes catalanoaragonesos.[46][47][48]

- En el segon viatge, acompanyen Colom Pere Bertran Margarit com a cap militar, el p. Bernat Boïl com a vicari eclesiàstic, fra Ramon Pané del monestir de Sant Jeroni de la Murtra a Badalona.
- És després que Colom hagi salpat en el segon viatge quan el papa adjudica les noves terres a Castella. Això es fa per respectar el tractat internacional d'Alcaçovas entre Portugal i Castella, en què es repartien l'Atlàntic.

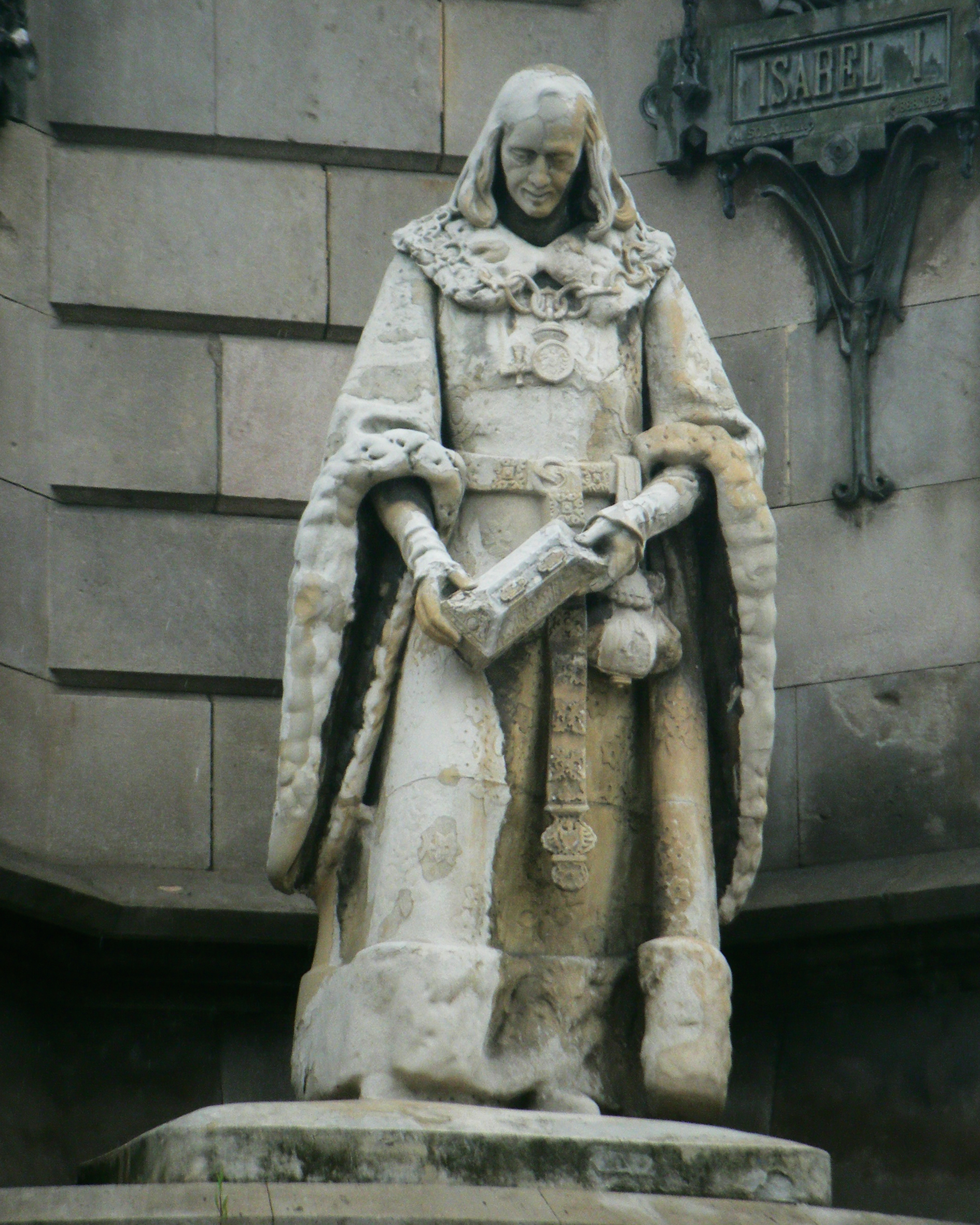
Lluís de Santàngel. Monument a Colom de Barcelona
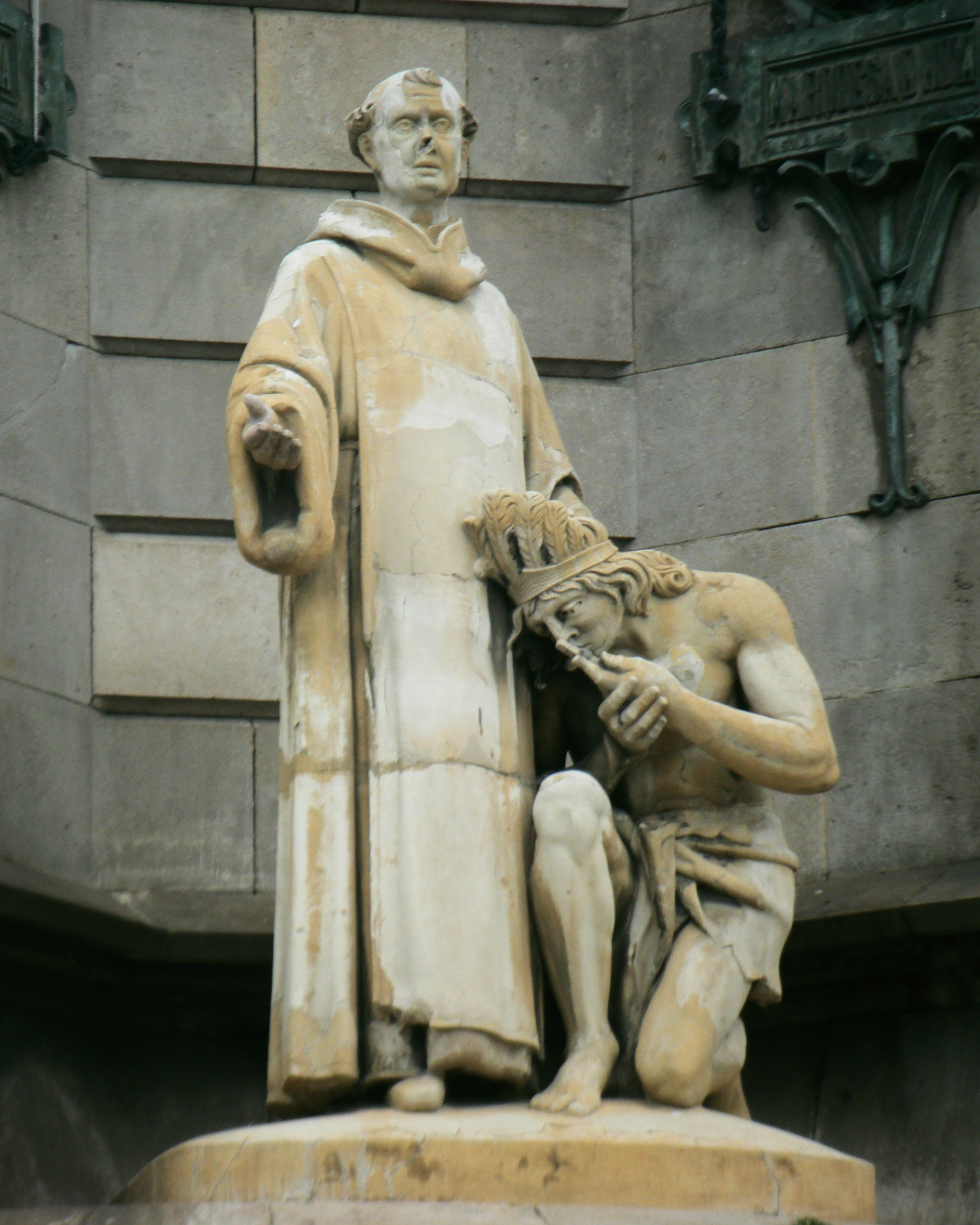
Fra Bernat Boïl. Monument a Colom de Barcelona
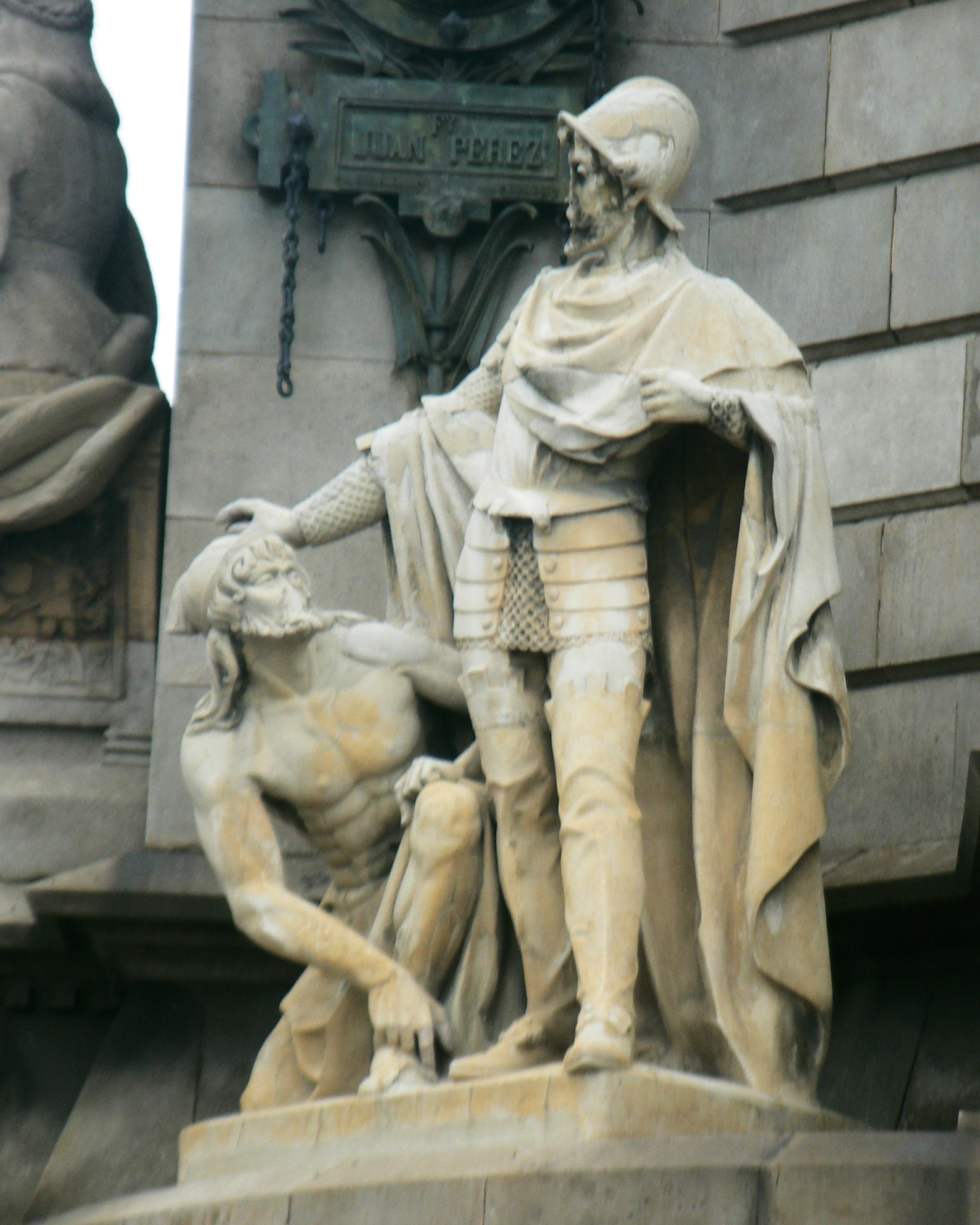
Pere Bertran Margarit. Monument a Colom de Barcelona
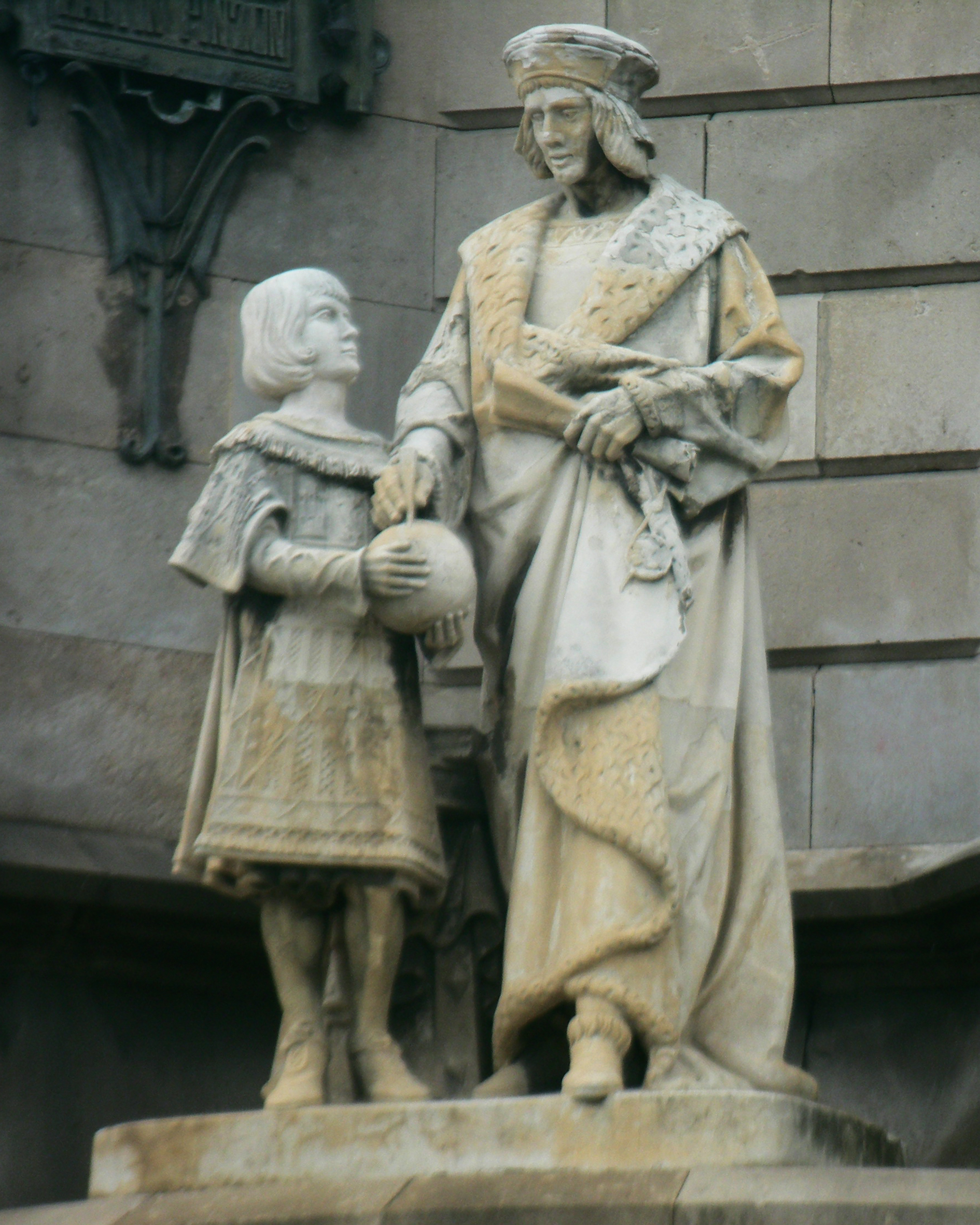
Jaume Ferrer de Blanes, ensenyant a un infant Colom

### Diferències amb el Cristoforo Colombo genovès
- La tesi de la genovesitat de Cristòfor Colom es basa en els testimonis dels contemporanis de Colom, i del mateix almirall. Per donar suport a aquesta tesi, el Ministeri d'Instrucció Pública italià va compilar més de 200 documents notarials genovesos,[49] sense signatura de cap classe ni cap informació rellevant -a part que el seu pare era teixidor o boter-, i uns sis que n'esmenten Cristòfor. Sobre aquests documents, la madrilenya Maria Virginia Costa de Abaria exclama: "...documentos de Génova tan sospechosamente abundantes que hacen pensar si la pobreza de Domenico se debería a la cantidad de minutas notariales que pagaba".[50]

- Sis documents genovesos datats entre 1470 i 1473 de l'Arxiu del Stato de Genova l'anomenen llaner, i al seu pare teixidor i cardador.[51] L'última notícia que se'n té a Gènova, i una de les dues presumptes proves documentals de la seva genovesitat, és el document Assereto, del 25 d'agost de 1479, en què un tal Cristoforo Colombo, ciutadà de Gènova, assegura tenir vint-i-set anys i que marxarà l'endemà en direcció a Portugal.[52][53]

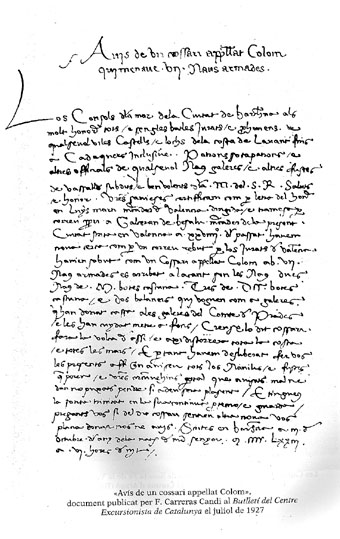
Carta dels consellers de Barcelona a les poblacions del litoral, avisant d'un corsari anomenat Colom amb set naus armades. Oct. 1473

- En una carta al rei datada el gener de 1495, el mateix Colom afirma haver perseguit i atacat una nau anomenada Ferrandina a les ordres del rei Reiner: "A mi acaeció que el rey Reiner, que Dios tiene, me envió a Tunez para prender la galeaça Fernandina, y estando ya por la isla de San Pedro, en Cerdeña, me dixo una saltía que estavan con la dicha galeaça dos naos y una carraca...".[54] Aquests fets ocorregueren el 6 de setembre de 1472. Per tant, un noi que, en opinió dels estudiosos genovesos, el 1479 encara no havia navegat mai, set anys abans ja dirigia una flota de guerra, segons escriu ell mateix.

- Tampoc es fa cap cita a la genovesitat de Colom en la carta que els ambaixadors genovesos a Barcelona envien a la Signoria de Gènova, ni Fernando Colom va ser capaç de trobar a Gènova cap parent del seu pare. Nicolao Grimaldi, príncep genovès de Salerno, declarà el 1594 que no coneixia cap genovès anomenat Colom ni Colombo. Ni tampoc Uberto Foglietta, en el seu llibre Della Republica di Genova, esmenta Colom en la llista de capitans de mar famosos.[55]

- Cristòfor Colom demostra tenir coneixements de diverses llengües: castellà, portuguès i català,[10] però no el genovès ni cap dialecte italià del segle, ja que fins i tot quan escriu al Banc de Sant Jordi de Gènova ho fa en castellà;[11] i quan posa notes marginals a llibres italians ho fa, segons Madariaga, en un argot indescriptiblement còmic. Dominava també el llatí i l'hebreu,[12] i els textos sagrats, com demostra en la redacció del seu Llibre de les profecies.[56] Als seus escrits hi ha indicis que havia llegit Ramon Llull, Francesc Eiximenis i Arnau de Vilanova.[14] A la seva biblioteca hi havia entre molts d'altres un Imago Mundi, un Millione de Marco Polo, un Compendium Constitutionem Cataloniae del 1485, un Llibre del Consolat de mar, i un Llibre de les dones d'Eiximenis. El seu mapa segueix la manera de fer de l'escola de cartografia catalana.

- Les lleis castellanes prohibien expressament que cap estranger tingués càrrecs públics.[n. 1]

- Els historiadors hispànics coincidien fins al segle xix que Colom va morir tenint 70 anys,"[57]senectute bona"[58] o bé "de edad de setenta años"[59] perquè així ho havien deixat escrit els historiadors coetanis. Si va morir el 1506, seria nascut el 1436, i no el 1451 com el Cristoforo Colombo genovès.[60]

- En tots els documents castellans d'abans de 1492 Colom és anomenat indistintament Colomo o Colom, però mai Colombo.[61]

### Cognom Colom

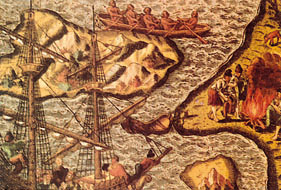
Els primers colons del nou món, Americae, Teodor de Bry, 1559

En vida del navegant ja es va utilitzar la forma Colom. És a partir de la signatura de les capitulacions que passa a anomenar-se generalment Colon (sense accent). L'historiador Fernández de Oviedo, cronista d'Índies el 1532, torna a usar preferentment Colom.
També sobre el cognom, les 17 edicions de la carta al rei, a Santàngel i Gabriel Sanxis del 15 de febrer de 1493, en totes aquestes el cognom és escrit Colom, tant en les castellanes, les llatines com les dues alemanyes. Segons Porter, en totes, el nom del descobridor és escrit Colom, amb m. I totes van dirigides al rei (rex hispanorum), excepte la impresa a Valladolid que especifica "por sus Altezas".
Ulloa destaca que Colom és un cognom català, de diverses famílies notables de l'època, i l'origen fonètic més probable del castellanitzat Colón.

### Llengua de Colom

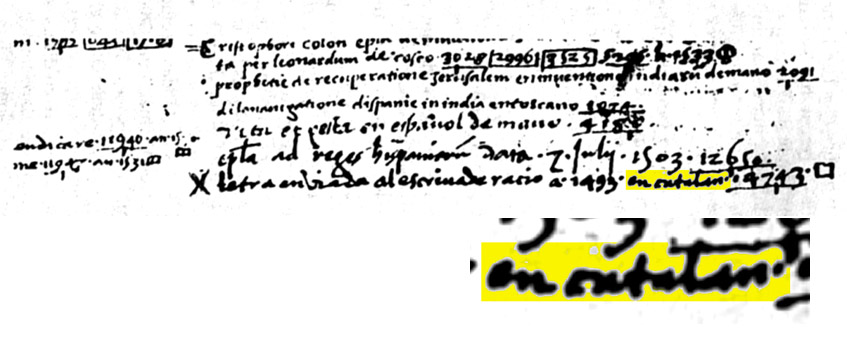
Anotació d'Hernando Colom a l'Índex de la Biblioteca Colombina on registra la carta a Lluís de Santàngel, en catalan. Es tracta de la traducció impresa a Barcelona al 1493.

Colom va escriure majoritàriament en castellà, fins i tot en notes personals, dirigint-se als seus germans, a amics italians o al Banc de Gènova. També escrivia en llatí i només existeixen dues notes marginals en un italià deficient.
Bartolomé de las Casas ja va assenyalar que Colom no coneixia bé el castellà i no era la seva llengua materna. Segons Ramón Menéndez Pidal, Colom escrivia un castellà amb influència portuguesa après abans d'arribar a Castella, i descarta com a llengua materna el castellà, portuguès i gallec. A més, suggereix que potser parlava la lingua franca, la parla marinera del Mediterrani.
Els autors que defensen aquesta tesi afirmen que Colom també escrivia en català, però no s'ha conservat cap document. En un catàleg de la Biblioteca Colombina hi ha una anotació del seu fill Hernando on registra la carta enviada a Lluís de Santàngel i afegeix que estava escrita en català. Es tracta d'un text imprès, un exemplar de la traducció impresa a Barcelona al 1493. L'edició en alemany feta a Estrasburg el 1497 indica que és una traducció del català--òbviament el traductor no tenia cap exemplar de l'edició del text castellà original.
Ulloa va assenyalar que en el lèxic castellà de Colom s'hi poden trobar catalanismes. Nito Verdera ha ampliat el lèxic a catalanismes d'origen nàutic, desconeguts fins a Colom en castellà, segons el Diccionario Etimológico Castellano de la RAE. A més, assenyala la coincidència de fins a vint topònims colombins amb les Illes Pitiüses (Margalida, Boca de Dragó, Punta de l'Arenal...).
L'enginyer lingüista Lluís de Yzaguirre i Maura aplica tècniques de lingüística forense i arriba a la conclusió que les interferències fonològiques en els escrits autògrafs de Colom corresponen a les d'un parlant del català oriental central. L'estudi es basa en l'alt índex d'interferències i hipercorreccions donades per l'extensió del betacisme al segle xv, la neutralització de la o àtona en u i la vacil·lació entre essa sorda i essa sonora representades com s, ss, c o ç. Afegeix que això no implica necessàriament un origen en la Catalunya Vella, donada l'expansió de la corona d'Aragó d'aleshores, però que la seva llengua materna explica l'aprenentatge i l'ús del castellà de Colom.
Segons Mn. Gabriel Roura i Monserrat Sanmartí, experts en paleografia, la cal·ligrafia de Colom és d'una persona culta que utilitzava la lletra gòtica cursiva catalana amb gran precisió.

### Perfil de Colom

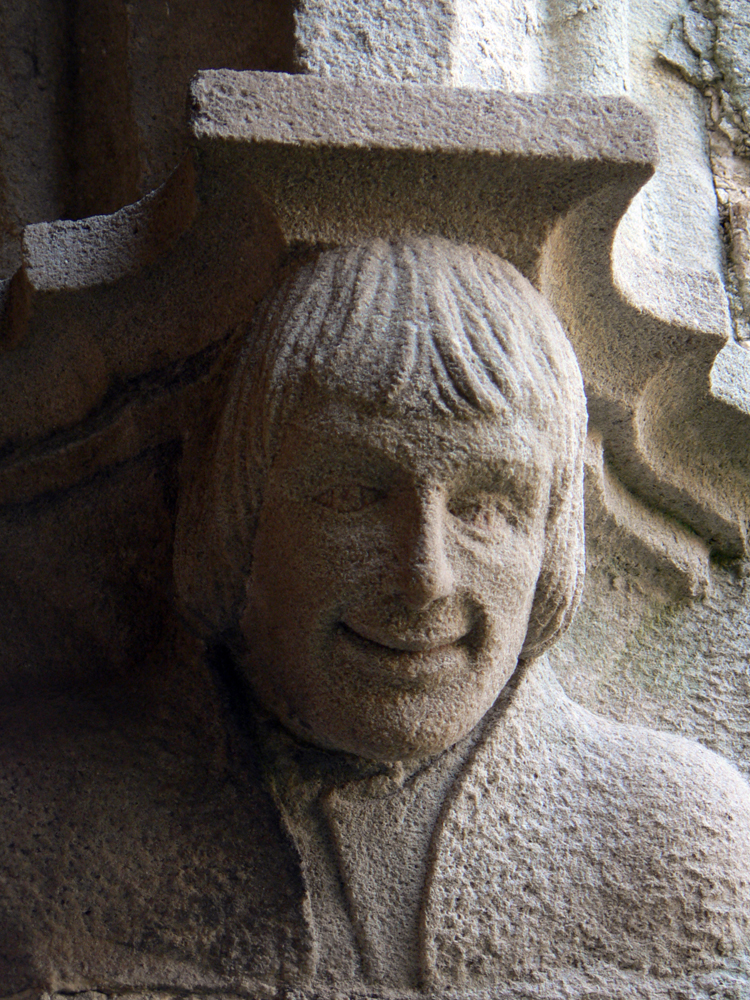
Probable retrat de Cristòfol Colom al claustre de Sant Jeroni de la Murtra (Badalona)

- Colom lluità contra Joan II en la guerra civil catalana al servei de Reiner d'Anjou. Ho afirma ell mateix en una carta al rei Ferran de 1495: A mi acaeció que el rey Reiner, que Dios tiene, me envió a Tunez para prender la galeaça Fernandina, y estando ya por la isla de San Pedro, en Cerdeña, me dixo una saltía que estavan con la dicha galeaça dos naos y una carraca...[74]
- Colom no podia ser un pobre teixidor genovès i casar-se amb la noble portuguesa Filipa Monis. Tant Jacques Heers,[75] com Ballesteros Beretta,[76] com Henry Harrisse[77] demostren que no va existir mai cap família noble genovesa cognomenada Colombo. En canvi, la seva nora, quan va voler que el seu fill Diego Colom de Toledo ingressés a l'orde d'Alcàntara testificà que Cristòfor Colom era noble, d'acord amb les lleis i costums d'Espanya.[78] Els mateixos reis l'anomenen Don a les capitulacions, Novilem Virum al passaport i nobilem capitaneum nostrum a la carta al Gran Kan. Quan tornà del primer viatge li amplien les armes que soliades tener.
- Colom coneixia grec, llatí, castellà, portuguès, català i hebreu.[12] Tenia grans coneixements astronòmics, geogràfics, matemàtics i bíblics. El seu mapa segueix la manera de fer de l'escola de cartografia catalana.[79]
- En cap document oficial consta la seva nacionalitat, al contrari del que es feu amb els contractes d'altri: Fernando de Magallanes, portuguès o Americo Vespucci, florentí;[80] com a màxim consta en algun rebut, i ell mateix es reconeix com a estranger, concretament com a "pobre estranjero enbidiado"[81] a Castella. En canvi, Colom es refereix als reis catòlics com els seus «senyors naturals» (carta a Joana de la Torre)[82] i en Juan de la Cosa, en una carta a Colom de 1495 parla d'"els nostres senyors" i "la nostra Spanya",[83][84] i en la carta a Gabriel Sanxis de 15 de febrer de 1493 parla, referint-se al rei Ferran, de pro felicissimo Rege Nostro ('el molt feliç rei nostre').[85] Si era espanyol i no era castellà, havia de ser d'algun territori de la corona d'Aragó.

### Últimes aportacions
En els últims anys, la teoria catalana ha aconseguit bastir, mitjançant peritatges científics, suficients proves que demostren la catalanitat de Colom:
- Les anàlisis paleontològiques del professor Miguel Botella (U. de Granada) de les restes de Cristòfor Colom són les d'una persona de 50/70 anys en morir. Les de Diego Colom, germà de Cristòfor, certifiquen que en morir tenia 52/58 anys, i no 48 com hagués tingut el Giacomo Colombo genovès.[86]
- Les anàlisis d'ADN de les restes de Sevilla de l'almirall no coincideixen ni amb els Colombo ni amb els Colom analitzats. Això descarta el Colombo genovès, i abona la teoria catalana que Colom no es deia realment Colom. Ja Lluís Ulloa va advertir que s'havia de buscar entre altres famílies, especialment els Casanova Colom.
- La llarga llista de catalanades dels seus escrits, que fan que fins i tot segons el Diccionari Històric de la RAE Colom sia el primer a emprar molts vocables en castellà, sent tots d'origen clarament català.
- Els topònims colombins, on l'absència de topònims genovesos o italians és flagrant, i en canvi la presència de topònims catalans, en la major part pitiüsos, és extraordinària.
- El peritatge de Gabriel Roura, després d'estudiar les cartes autògrafes que es conserven de Colom, afirma que corresponen a algú que escriu amb lletra gòtica catalana. El Dr. Josep-David Garrido i Valls, paleògraf, arabista i historiador, professor de la Universitat d'Alacant, en el seu estudi sobre les cartes de Colom afirma que aquest usa una lletra "gòtica humanística" pròpia de l'orient peninsular en el segle xv.
- El Dr. Lluís de Yzaguirre i Maura, de la Universitat Pompeu Fabra de Barcelona, en el seu treball "Aproximació lexicomètrica a les interferències de base fonològica en els escrits autògrafs de Cristòfor Colom", presenta els resultats de l'aplicació de les tècniques actuals d'anàlisi forense sobre el corpus de textos manuscrits consensuats com a autògrafs de Cristòfor Colom. El tractament informàtic de les grafies dels mots emprats per Colom en els seus escrits mostra vacil·lacions, en forma d'interferències i hipercorreccions, en l'ús de la "b" i la "v", i entre la "o" i la "u" en síl·laba àtona. Aquestes interferències serien pròpies d'un català de la zona oriental de Catalunya que s'esforça a escriure en castellà.

En conclusió, podríem afirmar que si, segons els forenses, Colom va néixer l'any 1436, segons el seu fill va començar a navegar amb 14 anys, Colom va ser educat primerament a Marsella o voltants (rei Renat d'Anjou), que als 14 anys va anar a viure a Eivissa on va aprendre a navegar, que la seva mare era catalana, puix aquesta era la seva llengua materna, i que el seu pare era noble, si no difícilment el rei l'hagués nomenat virrei, i encara menys amb el nom Colom.

## Investigadors
La teoria catalana no ha arribat a trobar documentació que reforci la seva argumentació, en part perquè el 1892 l'Església recollí tota la informació eclesiàstica sobre el personatge per engegar-ne la beatificació, i la té encara emmagatzemada a l'Arxiu de la Inquisició, i els historiadors no la poden estudiar pas. També tenen un Llibre de les profecies no mutilat.
Aquesta manca de proves s'explica per la constant manipulació històrica produïda a Espanya en les èpoques totalitàries, que dificulta molt als historiadors oficials mateixos d'escapar-ne.
Les úniques diferències entre els diversos autors són la ciutat d'origen o naixença de l'almirall. S'ha afirmat que podria haver nascut a Gènova o a Còrsega, però de família originària catalana, o bé a l'Empordà, Barcelona, Tarroja de Segarra, Tortosa, Eivissa, o Felanitx.

### Precedents de la tesi
Luis Ulloa afirma que persistia a Catalunya la convicció que l'origen de Colom tenia alguna connexió catalana. Com a antecedents, el tortosí Cristòfor Despuig en els seus Col·loquis (1557) ja escriu el cognom Colom. El cronista Pere Serra i Postius (1671-1748) en la seva Historia de Cataluña diu que el seu cognom era Colom, nascut al Genovesat però originari de Catalunya. A principi del segle xix, Colom va ser objecte d'estudi relacionant-lo amb el lul·lisme, destacant-hi mossèn Salvador Bové.
Cristòfor Despuig escriu el 1557 a Los col·loquis de la insigne ciutat de Tortosa: «(Granada) jamai ses pogut conquistar fins que lo Rey d'Aragó D. Fernando segon hi ha posat les mans y la jornada de les Indies del mar Occéano que Christófol Colom, genovés, comensá i aprés acabaren Ferrando [sic] Cortés i Francisco Pizarro á la próspera fortuna del mateix Rey D. Fernando de Aragó per manament y orde del qual se comensase á de atribuir no gens als castellans.» La curadora de l'edició, l'Eulàlia Duran, diu en l'estudi introductori: "Despuig afirma que el descobriment d'Amèrica fet per Cristòfol Colom no comptà amb gens de participació castellana".
Jeronimo Zurita, el 1579, en el cinquè volum dels Anales de la corona de Aragón, afirma que Colom va oferir la descoberta d'Amèrica a Ferran II i al seu consell, i va dur a terme l'empresa amb tres naus petites que el rei li manà que armés.
Als Fueros de Aragón, de 1585, s'afirma que el descobriment de les Índies i principi de la seva contesta es feu en el temps del serenísim Rei En Ferran el Catòlic, de gloriosa memòria, i hi intervingueren persones d'aquest Regne.
El 1602, Jaume Ramon Vila, escriu al llibre Tractat d'Armoria: En Barcelona se provey á Cristofol Colom (que fou qui descobrí las Indias) de 17 milia ducats ques manllevaren de Lluis de St. Angel, Escribá de Racions del rey catolich, com consta per escripturas auténticas reconditas en lo Racional de Barcelona, ab las cuals provehy Cristofol Colom l'aramada que feu per lo principi del descobriment desta empresa.
Andreu Bosch, al seu llibre Sumari, índex o epítome... editat a Perpinyà el 1628, apunta: No saben tots quan gran part tenen los de Cathalunya, Rosselló, y Cerdanya a la glòria y blasó de la primera Conquista è descobriment del Nou Orbe, è Indies Occidentals.
El 1630, Leonardo de Argensola, cronista del Regne d'Aragó, edità la Primera parte de los Anales de Aragón. Hi escriu: Tal com no ha de ser agreujada Castella, permetent que els escriptors callin el que la seva nació ha obrat en aquell Món, tampoc no s'ha de consentir que ningú no defraudi al Rei Catòlic la glòria d'haver donat principi a la major obra de la Terra, de molts segles ençà.
Durant la revolta dels Segadors aparegué un escrit fet per Gaspar Sala, el 1640, dirigit al rei Felip III d'Aragó, en nom dels consellers de Barcelona que afirma: En els quatre angles del món ressonà el sorollós valor de les armes Catalanes, sempre vencedores. A la conquesta de les Índies Occidentals partí de Barcelona En Colom, amb molts catalans.
El 1697, als Anales de Aragón escrits per Diego Iosef Dormer s'explica que les corts de Montsó de 1533 a 1553 es dirigiren a Carles I en aquests termes: Ja el Rei Catòlic, el vostre avi, es complagué per l'ajut que els castellans feren al Rei en la conquesta d'alguns dels dits Regnes -d'Aragó- donar-los i incorporar-los en els Regnes de Castella, la meitat del Regne de Granada i la meitat de les Índies, que pertanyien al dit Rei Catòlic.
Narcís Feliu de la Penya, el 1709 en els seus Anales de Cataluña, explica: Molt del nostre intent és referir aquesta nova Meravella, per tal com és la Nació Catalana la primera que plantà en aquell Nou Nón el Gloriosíssim Estendard de la Fe, i d'on partí de Barcelona En Colom per aquesta conquesta.

### El monument a Colom de Barcelona

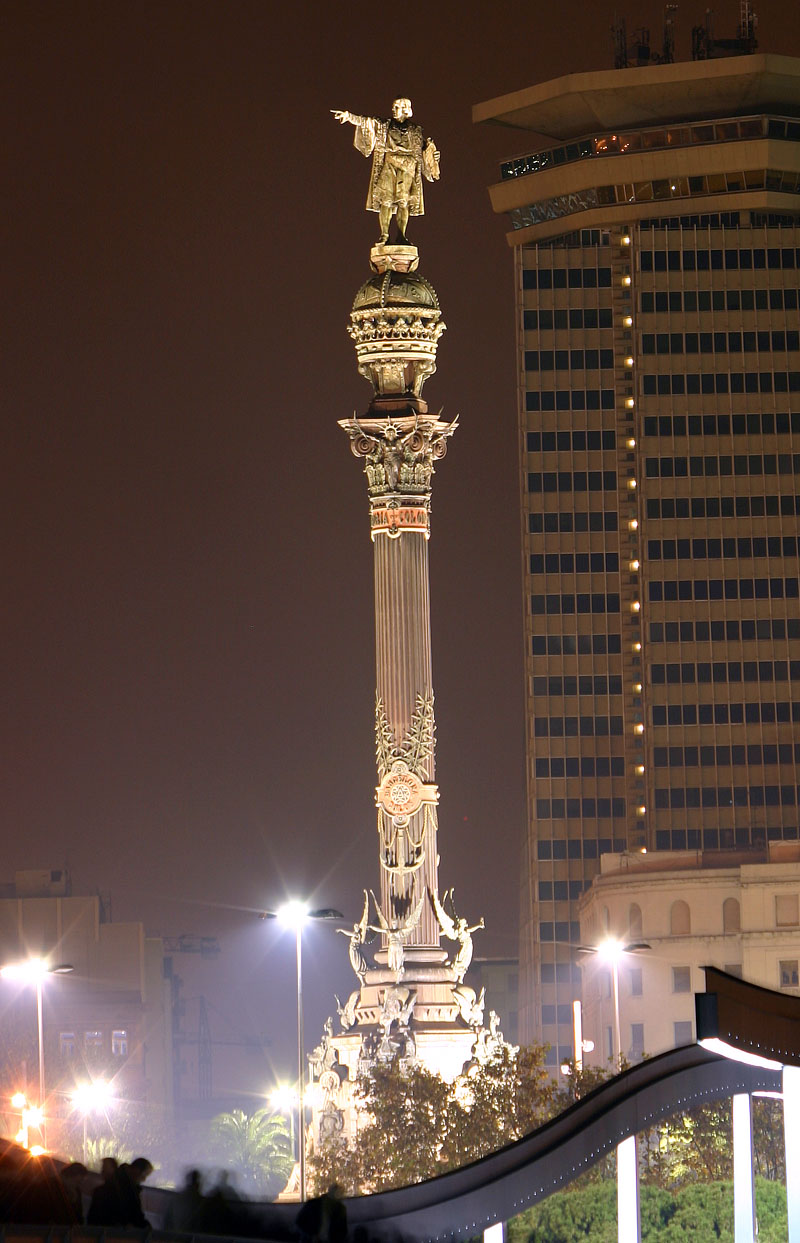
Monument a Cristòfor Colom a Barcelona. Vista nocturna

El monument a Colom de Barcelona fou inaugurat l'1 de juny de 1888. A més de l'estàtua de Colom dalt d'una columna, és un conjunt escultòric amb un simbolisme que reivindica la presència de catalans en el descobriment d'Amèrica. A la base de la columna són representats Lluís de Santàngel, el financer del primer viatge; Jaume Ferrer de Blanes, el mestre de Colom; fra Bernat Boïl, cap eclesiàstic del segon viatge i primer vicari apostòlic d'Amèrica; i Pere Bertran i de Margarit, cap militar de la segona expedició. Intercalats amb els personatges, hi ha quatre figures femenines que són al·legories de Catalunya, d'Aragó, de Castella i de Lleó. El lema del monument va ser: "Honorant Colom, Catalunya honora els seus fills predilectes"

### Segle XX
A principi del segle xx, Francesc Carreras i Candi fixa l'ortografia catalana de Colom, i el fa parent del corsari Guillem Casenove-Coullon.
La tesi de la catalanitat de Colom es documentà a partir del 1927 amb l'obra de Luis Ulloa, seguida i ampliada per diferents investigadors.

#### Luis Ulloa
L'historiador peruà Luis Ulloa (Lima, 1869 - Barcelona, 1936) va establir les bases de l'argumentació de les tesis catalanes que posteriorment han anat aprofundint altres investigadors. Va fixar el cognom com Colom, ja utilitzat en vida del navegant, i el més probable per a explicar el castellanitzat Colón. Assegura que Colom sabia català, explicant així les errades que feia en castellà. Explica que Colom havia de ser de família noble i de tradició marinera.
Ulloa identifica Colom amb Joan Colom Bertran, noble català rebel·lat contra el rei Joan II, i al servei de Renat d'Anjou, aspirant al tron. Derrotada la revolució catalana, Colom va fer de corsari junt amb Guillem Casenove, conegut a França com Coullon el Vell, i relacionat amb alguna família Colom catalana. Colom podria ser l'anomenat Coullon el Jove. A més, havia reconegut el rei Ferran que havia servit Renat d'Anjou i havia atacat la nau Fernandina. Els dos corsaris ataquen unes naus genoveses davant la costa portuguesa i, després de naufragar, s'estableix a Lisboa i canvia el seu nom per Xristoferens Colomo per evitar demandes per pirateria.
En un treball posterior (Cristòfor Colom fou català), assegura que Colom ja havia estat a Amèrica uns anys abans, navegant des d'Islàndia com a pilot amb el nom de Jon Scolvus. Això va ser aprofitat pels seus detractors per a desacreditar tot el seu treball, però avui en dia s'accepta la participació de Colom en aquella expedició lusodanesa, encara que pocs identifiquen Colom amb el pilot Jon Scolvus (per exemple, Thor Heyerdahl).
Per altra part, demostrat ja amb la trobada de dos nous documents que Joan Colom Bertran era mort el 1492, Ulloa indicava que s'havia de buscar la veritable identificació de Colom també entre les famílies Casanova-Colom i d'altres, ja que en els documents de Colom que es conserven a la casa d'Alba, alguns tenen una marca d'aigua d'un Colom (Colom català, els Colombo italians en duen tres) i d'altres és un món coronat amb una creu (Montros), i que el seu escut anterior a l'ampliació pel rei és semblant al dels Sacosta, Desvers, Saplana o Caramany.

#### Ricard Carreras i Valls
Ricard Carreras i Valls (Barcelona, 1881 - 1937), al seu llibre La descoberta d'Amèrica: Ferrer, Cabot i Colom (Reus, 1928) amb pròleg de Luis Ulloa, no tan sols afirma que Colom era català sinó que també ho era Joan Cabot, a més de la importància de Jaume Ferrer de Blanes i de l'Atles català d'Abraham i Jafuda Cresques de 1375.
Carreras Valls veia, en el planisferi de Sebastià Cabot, nou topònims catalans en la desembocadura del riu Sant Llorenç i a la península de Terranova, les primeres terres que descobrí son pare, l'any 1494, en una primera expedició privada, sense ajut del rei anglès Enric VII.

#### Enric Bayerri
Enric Bayerri i Bartomeu (Tortosa, 1882-1958) afirma que Colom coneixia bé la costa catalana que cita en diverses ocasions, inclosa la petita Tortosa. Proposa que Colom era de l'antiga illa de Gènova, al riu Ebre davant de Tortosa. Amb el temps, aquesta illa ha quedat unida a la riba i avui és el barri de Ferreries. A Tortosa hi havia diversos Coloms registrats.

#### Salvador Madariaga
Salvador de Madariaga (La Corunya, 1886 - Locarno, 1978) afirma que Colom era d'una família catalana, que havia fugit a Gènova, pels problemes que va haver-hi al final del segle xiv a Catalunya als calls jueus.
Posteriorment, el caçanazis Simon Wiesental, en el seu llibre Operación Nuevo Mundo, afirmà que el descobriment d'Amèrica va ser una operació pactada amb Ferran el Catòlic, per tal de trobar una nova terra per als jueus expulsats d'Espanya amb el decret d'expulsió, i que Colom va marxar a Amèrica guiant totes les naus de jueus que sortien d'Espanya el dia màxim que fixava el decret d'expulsió.
Totes les personalitats que donen suport a Colom davant els reis són d'origen jueu: Lluís de Santàngel (família Ginillo), Alfons de Cavalleria (família Ben Labí), Luis i Juana de la Torre, Isaac Abravanel, Abraham Zacuto. També són descendents de jueus Luis de la Cerda, Pedro González de Mendoza, Juan Cabrero, Diego de Deza, Gabriel Sanxís i Joan de Coloma.

### Centre d'Estudis Colombins

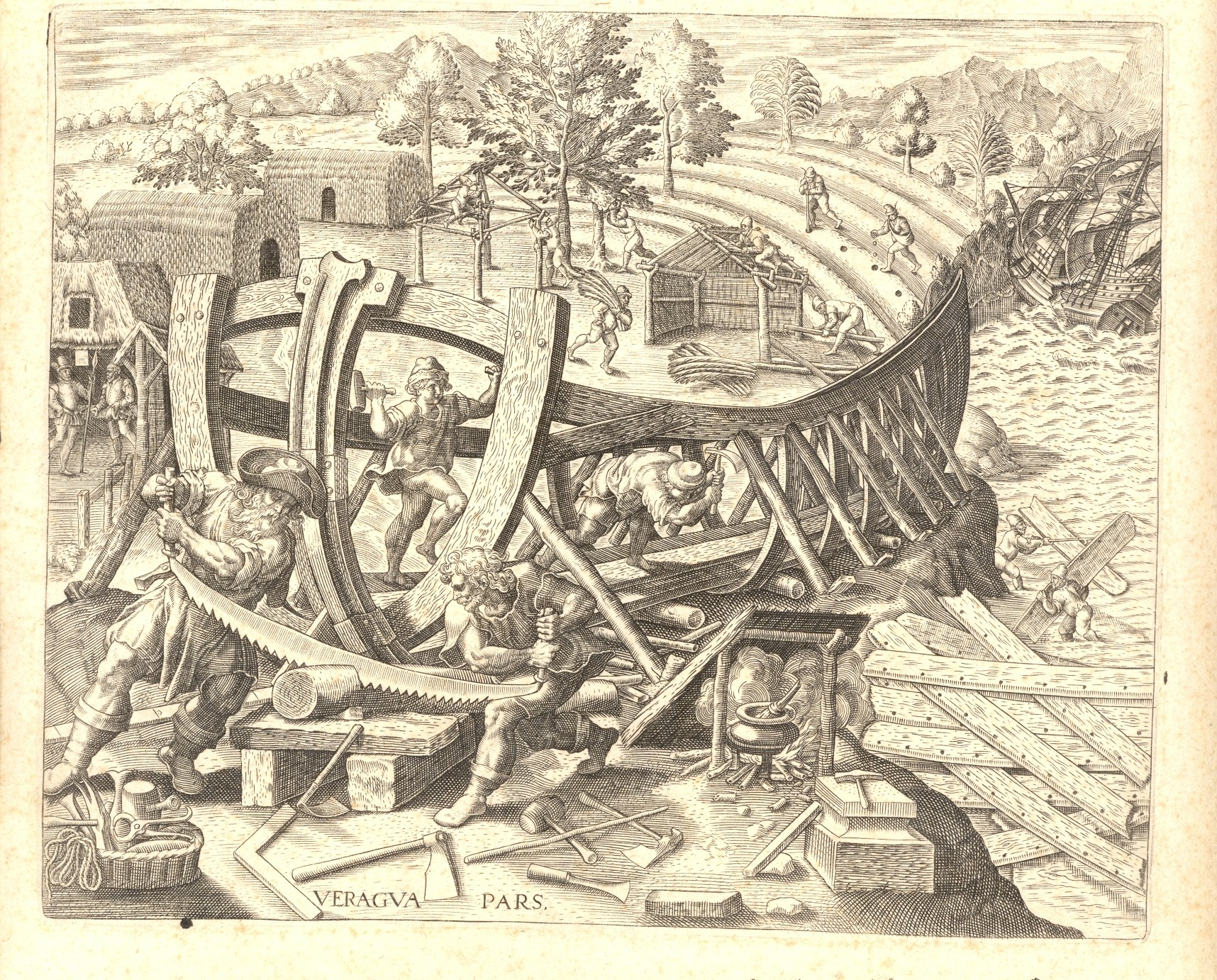
Els mariners de Colom construeixen el fort de la Nativitat amb les restes de la Santa Maria, Americae, Teodor de Bry, 1559

El Centre d'Estudis Colombins és una associació de caràcter acadèmic, creada com a delegació d'Òmnium Cultural, que té com a objectiu aplegar els experts en recerca històrica sobre Colom i el món català.
Formen o han format part del centre, entre d'altres, Caius Parellada, Pere Català, Francesc Albardaner, Nito Verdera, Ernest Vallhonrat i Charles J. Merrill. Altres autors que hi han col·laborat d'alguna manera són: Joaquim Arenas i Sampera, Josep M.Castellnou i Grau, Àngel Casas, Coll, Bestratén, Ortadó, Romà Pinya i Homs, Antonio Poyo i Creixenti, Frederic Udina i Martorell, Miquel Batllori i Munné, Fidel Company, Antoni Bach i Riu, Enric Mitjana de las Doblas, Dalmau Valls, Jaume Aymar i Ragolta, Dalmau Valls, Antoni Colom i Bisbal, Rossend Serra i Pagès, Josep Maria Ainaud de Lasarte i Miquel Coll i Alentorn.
Basant-se en exàmens lexicomètrics i paleogràfics, identifiquen la llengua materna de Colom com català oriental central amb cal·ligrafia pròpia d'una escola de catedral catalana.
El centre va ser l'assessor per a l'elaboració del documental de Discovery Channel i ha col·laborat en la recollida de mostres de diferents famílies Colom i Colombo per comparar l'ADN amb les restes de Colom exhumades a Sevilla, treball que està efectuant José Antonio Lorente. De moment, no hi ha resultat concloents.

#### Caius Parellada
Caius Parellada i Cardellach (13-10-1911 - 16-6-2003), seguidor d'Ulloa i coneixedor de l'Arxiu de la Corona d'Aragó (l'antic Arxiu Reial de Barcelona), escriu el 1985 que en dirigir-se Colom als reis Catòlics com els meus senyors naturals reconeix que era súbdit seu. No era una expressió normal, i l'antecedent més proper es troba en un discurs del rei Martí l'Humà a les corts de Perpinyà de 1406.
En Colom venç Colombo, Parellada destrià clarament les figures de Cristòfor Colom i Cristoforo Colombo, demostrant que no podien ser la mateixa persona.
En Cristòfor Colom i Catalunya: una relació indefugible demostra clarament la vinculació de Colom amb Catalunya.
Caius Parellada és també autor de Corona d'Aragó, denominació impròpia de l'estat català medieval, demostra a bastament que la nomenclatura corona d'Aragó es creà en epoca de Ferran II, i la d'Arxiu de la Corona d'Aragó, a partir de 1714.

#### Pere Català i Roca
Entre totes les obres de Pere Català i Roca (1923 - 2009), destaquen els seus dos treballs Quatre germans Colom, el 1462 (1976) i Els primers missioners d'Amèrica foren catalans? (1988), així com la direcció de l'obra conjunta Colom i el món català de 1993.
En el seu estudi sobre els quatre germans Colom, establí clarament els fets biogràfics dels quatre germans Colom Bertran, Guillem, Francesc, Joan i Lluís, contemporanis de l'almirall.

#### Francesc Albardaner
Francesc Albardaner i Llorens (Barcelona, 30 de juny de 1949) és un investigador i arquitecte català, que de 2008 a 2009 va ser president de la junta directiva del Centre d'Estudis Colombins d'Òmnium Cultural de Barcelona. És conegut pels seus estudis sobre la possible catalanitat de Cristòfor Colom, que va iniciar des del 1986 als arxius eclesiàstics de Catalunya i a altres arxius a Espanya i a l'estranger, que li van portar a concloure el possible origen català de Colom, refutant la identificació de Joan Colom Bertran amb Cristòfor Colom proposada per Jordi Bilbeny.
Francesc Albardaner ha donat conferències al voltant de la figura de Colom a Erice (Sicília, 1992), Universitat Catòlica de Washington (1992), Biblioteca del Congrés de Washington (2001) i a la Universitat de Maryland (Baltimore, USA, 2005). Va publicar sobre Cristòfor Colom i John Cabot a diaris i revistes com Presència (1991), La Vanguardia (1992), El Temps (2004), Journal of the Canadian Nautical Research Society (2000 i 2011) i el Journal for the History of Cartography (2002) i en va parlar en diversos programes de televisió (TV3,TVE i BTV). Els anys 2003-2004 va participar com a assessor històric en l'elaboració del guió del documental Columbus: Secrets from the grave produït per Discovery Channel i realitzat per Atlantic Productions de Londres. Va participar en l'estudi genètic de 240 homes que porten de primer cognom «Colom» en tots els Països Catalans en col·laboració amb el Laboratorio de Identificación Genética de la Facultat de Medicina de la universitat de Granada, dirigit per José Antonio Lorente Acosta. Aquest estudi consisteix a fer una anàlisi comparativa entre el genoma dels Colom catalans i el de Cristòfor Colom.
És sobretot conegut pel seu estudi sobre Colom del qual el llibre La Catalanitat de Colom: Ciència històrica o fanatisme patrioter (2011) fa la síntesi de vint-i-cinc anys de recerca.
Albardaner planteja des de 2012 la possible valencianitat de Cristóbal Colón, teoria plantejada i defesa per l'investigador Johan Anthoni Pérez i Herrero (Valéncia) en 1988 i en el seu llibre "En Johan Christófol Bertoméu i Colom 1492-1992" (isbn 9788488092007) editorial Queloleny Énova (Valéncia) 1992.

#### Nito Verdera

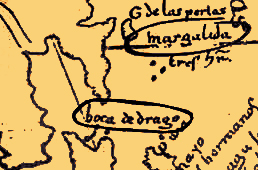
Detall del mapa de Juan de la Cosa, on Nito Verdera assenyalà dos topònims clarament catalans: Margalida i Boca de dragó

El periodista i pilot de la marina mercant Nito Verdera (Joan Verdera i Escandell, Eivissa, 1934) estudià els topònims que Colom va utilitzar a les Índies i conclou que una part significativa està relacionada amb Eivissa i Formentera. Després d'investigar les famílies Colom a Eivissa, i els coneixements del navegant relacionats amb l'escola de cartografia de Mallorca, afirmà que Colom era d'origen jueu nascut a Eivissa.
El seu últim llibre Cristóbal Colón, el libro de las falacias y cuatro verdades (ISBN 978-84-611-8722-5) ha estat presentat recentment a l'Ateneu de Madrid per l'actual duc de Veragua, descendent directe de l'almirall. No sols demostra ferventment la relació de Colom amb Eivissa i el seu origen jueu, sinó que desfà una per una totes les "fal·làcies" que han envoltat el descobridor.
Nito Verdera és, també, a causa del seu ofici de pilot de la marina mercant, un dels millors estudiosos dels mapes precolombins d'Amèrica. En el seu últim llibre demostra que en el Mapa Cantino hi ha les proves (topònims portuguesos) del coneixement portuguès del Carib i la Florida abans que fos explorada per Juan Ponce de León.

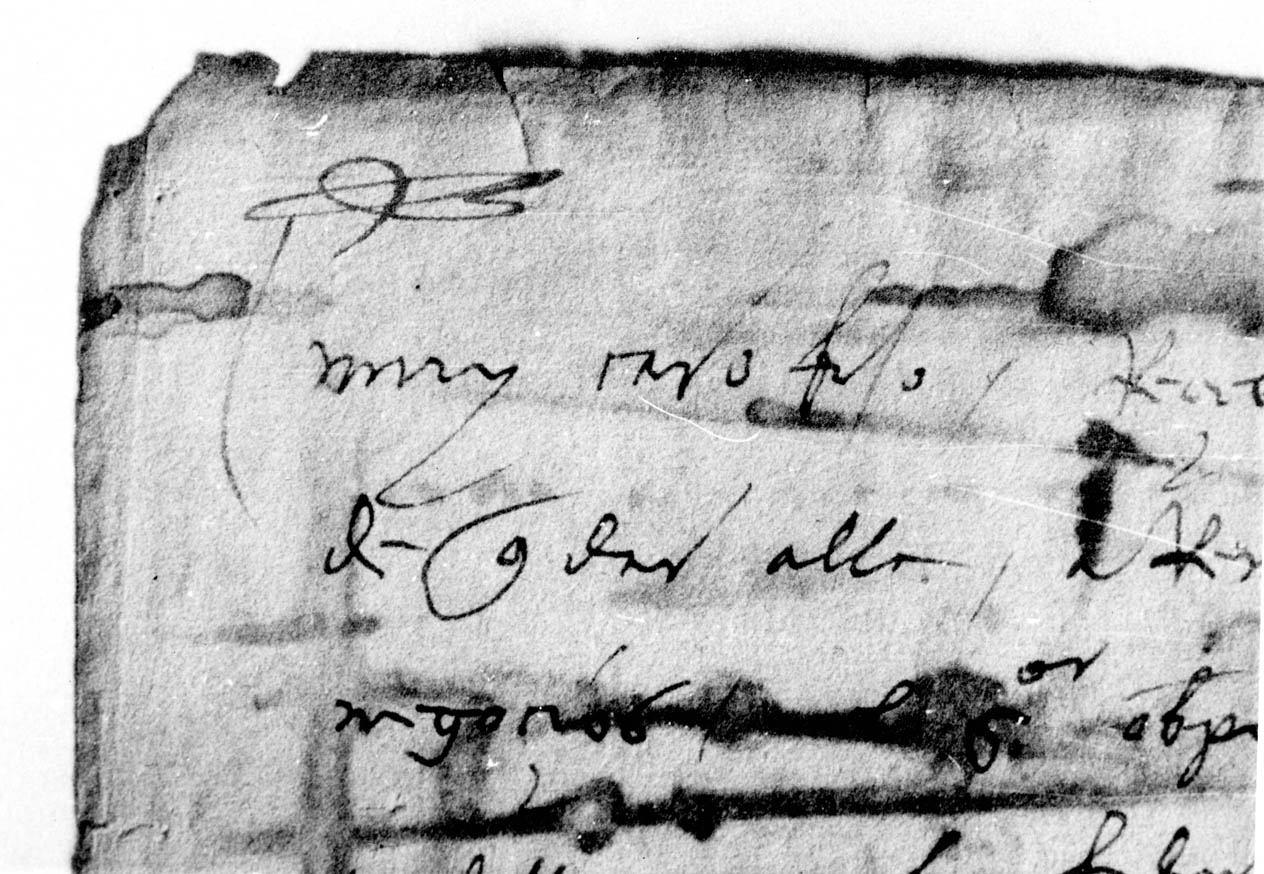
Detall d'una carta de Colom al seu fill Diego, amb les lletres hebrees bet i hai al cantó superior esquerre

Afegeix, com a prova de la catalanitat cultural de l'almirall, diverses llistes de vocabulari col·loquial, nàutic i toponímic de paraules utilitzades per Colom als seus escrits, que demostren no sols que Colom era catalanoparlant sinó que, segons el mateix Diccionario Etimológico Castellano e Hispánico, Colom és el primer a utilitzar moltes paraules en castellà, especialment les del vocabulari nàutic, existint totes, segons el Diccionari Etimològic i Complementari de la Llengua Catalana, molt abans documentades en català.
També és qui millor ha seguit la línia d'investigació de Simon Wiesenthal i Madariaga que Colom era jueu. En el seu últim llibre amplia les tesis del famós caçanazis amb les aportacions i estudis de la professora Estelle Irizarry (estudi del Llibre de les profecies de Colom), Sara Leibovicci (les inicials Bet Hai de les capçaleres de les cartes de Colom als seus fills).

#### Ernest Vallhonrat

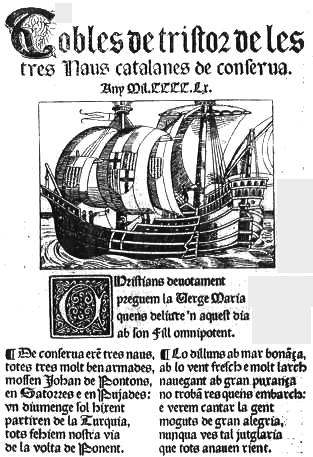
Publicació que Hernando Colom comprà a Tarragona el 1513 segons consta de la seva pròpia mà. Catàleg de la Biblioteca Colombina

L'investigador tarragoní Ernest Vallhonrat i Llurba investiga fa anys la relació de Cristòfor Colom amb Tarragona i amb el seu amic tarragoní Miquel Ballester, que va ser el primer colonitzador d'Amèrica a produir rom de la canya de sucre.
També Vallhonrat ha treballat una teoria que afirma que Beatriz Enríquez, l'amant de Cristòfor Colom i mare de Hernando Colom, era germana de Ferran II. Segons Vallhonrat, el 1461 segons les cròniques, la reina Joana Enríquez en la seva estada a Vilafranca del Penedès portava amb ella la seva filla Beatriu de nou mesos, filla que si no consta en les genealogies reials deu ser per no ser filla del rei Joan II, i que un cop va morir la reina, el 1468, va ser enviada a casa d'uns parents a Santa Maria de Trasierra (Còrdova), lloc on en començar la Guerra de Granada s'hostatjaren els reis Catòlics, i on va conèixer Cristòfor Colom. Segons Vallhonrat, Colom era originari de Terra Rubra a la Sardenya catalanoaragonesa.

#### Charles J. Merrill
Charles J. Merrill és un historiador dels EUA que ha publicat un llibre en què recolza la teoria de la catalanitat de Cristòfor Colom. Merrill és expert en literatura catalana medieval i ha col·laborat amb el canal Discovery Channel.
Per al documental Enigma Colom: Columbus, secrets from the grave del Discovery Channel sobre l'origen de Colom, presentat per Merrill, viatjà a Gènova a comprovar la carta de Colom al Banc de Sant Jordi de Gènova, datada a Sevilla el 2 d'abril de 1502, de la qual sempre s'ha dit que explicava: "mi corazón está en Genova", i ens mostra que a l'original realment hi diu "Muy nobles Señores: Bien que el cuerpo ande acá, el corazón esta alí de contiguo". Aquesta carta sempre havia estat una de les grans proves dels genovesistes.
El documental presenta algunes incoherències de la tesi genovesa i mostra els últims treballs del Centre d'Estudis Colombins amb intervencions de Francesc Albardaner, l'antropòleg forense Miguel Botella, el genetista José Antonio Lorente, el lingüista Lluís de Yzaguirre, a qui va encarregar un estudi lexicomètric de 39.000 paraules dels escrits atribuïts a Colom, i el paleògraf Gabriel Roura. Conclou que Colom era un corsari català involucrat en la Guerra civil catalana.
Al llibre Colom of Catalonia: Origins of Christopher Columbus revealed, sosté que Colom era català, nascut en una família hostil a la dinastia que governava el seu país. Graduat a la Universitat Duke, l'investigador va passar un any a Cervera estudiant els orígens de l'almirall. Merrill sempre ha defensat que Colom era originari de Tarroja de Segarra.

### Altres autors

#### Gerard Garrigue
Gérard Garrigue escrigué l'obra Christophe Colomb, le Catalan, publicada el 1992, en què defensa la catalanitat de Colom. En aquesta, l'autor, comentant la referenciada com a postil·la B4 de Colom al llibre Historia rerum ubique gestarum, d'Eneas Silvio Picolomini de la Biblioteca Colombina, que hi diu «Nota de Seres multa nobis spectantibus proT76 i 78/= 849Y8/»,
suposa que la paraula xifrada indica una posició i que 7 és la longitud a l'oest del seu meridià 0, que passa per l'illa de Hierro, a 19 graus de Greenwich i en latitud 78 nord, segons els càlculs de Cristòfor Colom, que correspondria al sud d'Islàndia i està equivocada en 11 graus per excés. Aleshores, Garrigue arriba a la conclusió següent: longitud 19+7= 26 graus oest, latitud 78-11= 67 graus nord. Aquesta seria, segons Gerard Garrigue, la situació d'un punt de la cadena de muntanyes de la costa oriental de Groenlàndia, amb l'altitud de 3.700 metres, que Colom hauria observat durant algunes hores de l'hivern boreal. «De fet –conclou Garrigue- ell havia vist Amèrica», és a dir, la postil·la de Colom vindria a confirmar que hi hagué un predescobriment, com es diu a les capitulacions de Santa Fe. També, segons Garrigue, René d'Anjou tenia un mapa d'Amèrica (el mapa de Saint Die) amb un pas situat on és avui Nicaragua, i que aquest pas fou buscat, infructuosament, per Colom durant el seu quart viatge. Aquest mapa seria l'antecessor del mapa Walldemuller.

#### Gabriel Verd Martorell
Gabriel Verd Martorell, investigador de l'Associació Cultural Cristòfor Colom, defensa que Colom va néixer a Felanitx, fill natural del príncep Carles de Viana i de Margalida Colom, que era de família pagesa probablement conversa. Segons Gabriel Verd, aquesta tesi és recolzada per diversos estudiosos espanyols i sud-americans, però ha estat rebatuda per Nito Verdera i per Luisa Isabel Álvarez de Toledo.

#### Estelle Irizarry
Estelle Irizarry, investigadora de la Universitat de Georgetown, afirma en el llibre L'ADN dels escrits de Colom, que la llengua materna de Colom era el català i que per tant era originari d'algun indret dels Països Catalans. L'any 2009, presentà a Madrid el llibre El ADN de los escritos de Cristóbal Colón. Al llibre es compara el sistema d'escriptura del navegant amb manuscrits de Portugal, Itàlia, Castella, Aragó, entre d'altres, i destaca que algunes cartes estan puntuades amb barres i punts [/.] [/] [//], estil de puntuació que no es feia servir mai a la corona de Castella i, pel contrari, era comú a les terres de l'antiga corona d'Aragó. Analitzant el llenguatge, assenyala la profusió de catalanismes i aragonesismes, així com influència del jueu espanyol o "ladí". Remarca que el seu castellà és el propi d'una persona que no el té per parla materna sinó que aprengué la llengua ja de gran. Totes aquestes consideracions i d'altres relatives a la religió la porten a concloure que Colom procedia d'algun dels territoris de parla catalana de la corona d'Aragó i era d'origen jueu.

#### Jordi Bilbeny

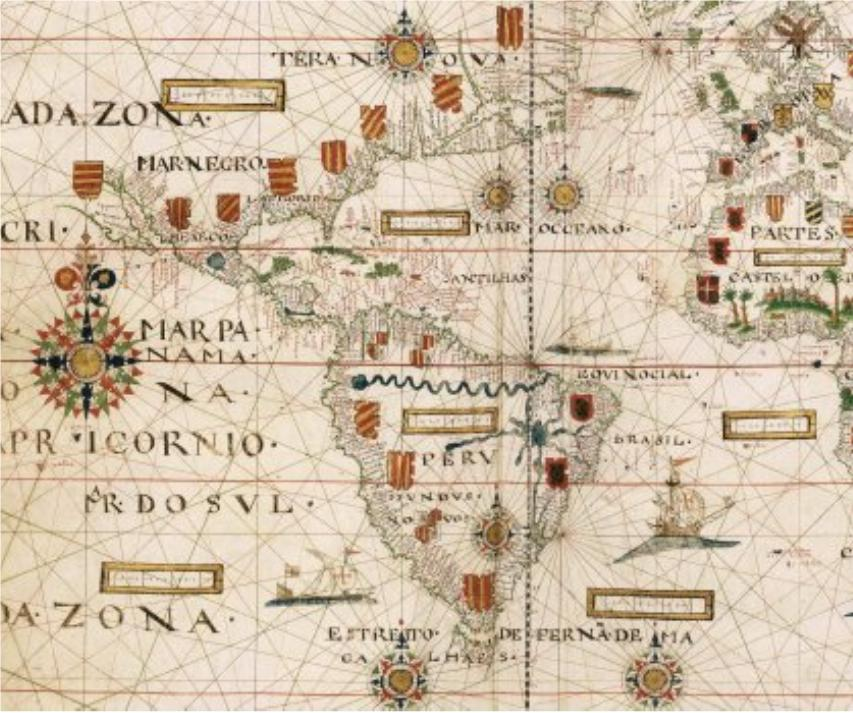
En aquest portolà del portuguès Domingo Teixeira (1573) es pot veure, segons Bilbeny, que les marques de domini a Amèrica són l'escut de la corona d'Aragó i serien possessió seva: el mapa, en haver estat creat en un país encara independent de Castella, no hauria patit l'alteració de la censura

Jordi Bilbeny (Arenys de Mar, 1961), exmembre del Centre d'Estudis Colombins, i exmembre creador de la Fundació d'Estudis Històrics de Catalunya, fa un repàs a la documentació relacionada amb la descoberta i manté la tesi que hi ha hagut manipulació per a ocultar la catalanitat de Colom en favor del domini colonial per part de la corona de Castella. Segons Bilbeny, Colom era de Barcelona, on va ser enterrat, i es deia Joan Colom i Bertran.
En el seu últim treball, Cristòfor Colom, príncep de Catalunya, Bilbeny afirmà diverses tesis: que Colom era Joan Colom Bertran, que Bartomeu es deia Lluís Colom Bertran, que Colom es casà amb la infanta Felipa de Coïmbra, princesa portuguesa, que Ferran Colom era fill de Colom i Felipa. Sobre aquesta tesi, el Centre d'Estudis Colombins va publicar una acta de defunció de Joan Colom.
Malgrat les crítiques, l'activitat de Bilbeny ha popularitzat el fet de la catalanitat de Colom, especialment entre la joventut, i ha fet arribar al públic en general investigacions d'anteriors colombins i d'altres de pròpies. Des de l'any 2001, organitza conjuntament amb l'Ajuntament d'Arenys de Munt el Simposi sobre la descoberta catalana d'Amèrica.

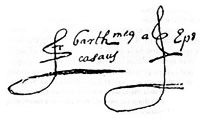
Signatura de Bartolomé de las Casas sent bisbe de Xiapes (1543-50). S'hi llegeix "Fra Barthomey/u Casaus" i "Ep." ('bisbe' en llatí). El cognom català "Casaus" sembla contradir la història oficial, que fa en Bartolomé oriünd de Sevilla.

Per contra, Francesc Albardaner considera que l'obra de Bilbeny perjudica la credibilitat del colombisme català davant la comunitat historiogràfica mundial.

#### Altres autors menys coneguts
En alguns punts de la tesi catalana, s'hi adhereixen l'aragonesa Marisa Azuara, que fa Colom italià de Sardenya, fill de Salvatore Picolomini de Sena i l'aragonesa Isabella Alagón d'Arbórea. I també l'escriptora Virginia Martínez Costa de Abaria, que fa Colom fill de Carles de Viana.
També hi han escrit les catalanes Teresa Baqué i Eva Sans, centrant-se en la tesi que la primera expedició de Colom partí de Pals de l'Empordà. I Dolors de Gual, que fa Colom membre de les famílies Campllonch-Caramany pel seu escut d'armes i resident al castell de Púbol, basant-se en un mapa francès del segle xvi en què Púbol està indicat amb el topònim "S. Colon". Dalí recolzava aquesta teoria i dedicà un quadre a Colom en què apareixia una nau amb la bandera catalana i una fila de pals a la dreta i un altre a Púbol, posant al cel els colors de l'escut de Colom.

## Oposició
Les principals dificultats i crítiques d'aquestes tesis són:
- Falta de formació acadèmica com a historiadors d'alguns dels investigadors.[154]
- Falta de proves documentals equiparables a la tesi genovesa.
- Barreja de tesis, hipòtesis i conjectures.
- Prejudicis ideològics, tant catalanistes com anticatalanistes.
- Falta d'unitat acadèmica. Francesc Albardaner, en nom del Centre d'Estudis Colombins, afirma que algunes hipòtesis mancades de base, en referència a Jordi Bilbeny, perjudiquen els esforços dedicats a defensar el possible origen català de Colom.